# Invazija Rusije na Ukrajinu 2022.
Invazija Rusije na Ukrajinu započela je dana 24. veljače 2022. godine, kada je Ruska Federacija pokrenula masovnu invaziju na Ukrajinu, eskaliravši tako Rusko-ukrajinski rat koji je započeo 2014 godine. Bio je to najveći napad na europsko tlo još od Drugog svjetskog rata.  Početkom 2022. invaziji je prethodilo dugotrajno gomilanje ruske vojske na ukrajinskim granicama. Nekoliko dana prije invazije, Rusija je priznala dvije samoproglašene paradržave unutar ukrajinskih granica: Donjecku Narodnu Republiku i Lugansku Narodnu Republiku. Dana 21. veljače, Oružane snage Ruske Federacije ušle su u regiju Donbas na istoku Ukrajine, a 22. veljače Savjet Federacije jednoglasno je ovlastilo predsjednika Putina da koristi vojnu silu izvan Rusije.  
Dana 24. veljače, oko 5 sati ujutro po istočnoeuropskom vremenu, predsjednik Ruske Federacije Vladimir Putin je najavio provođenje „specijalne vojne operacije” u istočnoj Ukrajini, nakon čega su nekoliko minuta kasnije počeli raketni udari širom Ukrajine, uključujući i glavni grad Kijev. Ukrajinska granična služba objavila je da su napadnuti njeni granični prijelazi s Rusijom i Bjelorusijom. Dva sata kasnije, ruske kopnene snage ušle su u zemlju. Ukrajinski predsjednik Volodimir Zelenskij odgovorio je objavom izvanrednog stanja, prekidom diplomatskih odnosa s Rusijom i najavom opće mobilizacije. Invazija je naišla na široku međunarodnu osudu, uključujući sankcije koje su nametnute Rusiji, dok su s druge strane antiratni prosvjedi u Rusiji rezultirali masovnih uhićenjima prosvjednika. Prije invazije, neke od članica NATO-a pružale su materijalnu i oružanu podršku Ukrajini; makar NATO kao organizacija nije. Dana 15. ožujka 2022. godine generalni sekretar NATO-a Jens Stoltenberg je istaknuo odlučno opredjeljenje „NATO saveznika” da pruže podršku Ukrajini u oružju, streljivu i drugim sredstvima potrebnima za obranu.
Odmah nakon početka ruske invazije na Ukrajinu, Europska unija, Sjedinjene Američke Države i druge Ukrajini prijateljske zemlje odlučile su pružiti Ukrajini žurnu gospodarsku pomoć i opskrbu ratnim materijalom, te primijeniti ozbiljne ekonomske sankcije protiv Rusije. Dana 3. siječnja 2022. god., Bruno Le Maire, ministar financija Francuske, dao je procjenu da će tisuću milijardi dolara vrijedna imovina ruske države, te nekih poduzeća i „svih oligarha” biti zamrznuta sankcijama. Dodao je da Europska unija neće vojno intervenirati, ali „smo potpuno odlučni da iskoristimo svu ekonomsku i financijsku moć kojom raspolažemo… već nanosimo tešku štetu ruskoj ekonomiji [i] financijskom sustavu”.
Izuzev što svjetskim opskrbnim lancima prijete nestašice energenata i raznih sirovina (primjerice paladija, aluminija i drugih strateški važnih materijala) koje se dobavljaju iz Rusije, i koje bi međunarodnim sankcijama mogle biti isključene s tržišta, očekuje se već na početku rata i znatna šteta za svjetsko gospodarstvo zbog prestanka rada dobavljača koji djeluju u Ukrajini. Ukrajina je prije rata ostvarivala, primjerice, blizu polovice svjetske proizvodnje suncokreta i ulja od šafranike, te 70 do 90 posto proizvodnje plina neona. Prestanak rada pogona za proizvodnju neona u ukrajinskim primorskim gradovima Mariupolju i Odesi početkom rata doveli su u pitanje održivost globalne proizvodnje čipova.
Nakon 3 tjedna rata, oko 1/4 ukupnog stanovništva Ukrajine napustilo je svoje domove: smatra se da je približno 6,5 milijuna ljudi raseljeno unutar Ukrajine, a oko 3,5 milijuna izbjeglica napustilo je područje države.
Nakon što je Rusija krajem ožujka i početkom travnja 2022. god. – nakon velikih razaranja Ukrajine i vrlo značajnih gubitaka vlastite tehnike (dio zbog kvarova i nestanka goriva zbog neadekvatne logistike za previše rastegnute ruske snage; značajni brojevi takve opreme naposljetku su pali u ukrajinske ruke) i ljudstva – morala odustati od pokušaja da preko ravnica u sjevernom dijelu Ukrajine okruži i opkoli glavni grad Ukrajine Kijev; narednih mjeseci su ruske snage izvršile značajni napor – popraćen žilavim ukrajinskim otporom – radi ovladavanja cjelokupnom Luhanskom oblasti i potom Donjeckom oblasti. Nakon toga se bilježe u rujnu 2022. godine značajni uspjesi oružanih snaga Ukrajine, koji su u velikoj ofenzivi u Harkovskoj oblasti oslobodile oko 9000 četvornih kilometara teritorija i (ponovo) zarobile znatne količine oružja i streljiva.
Sjedinjene Američke Države, Europska unija, NATO pakt i njihovi bliski saveznici su od samog početka pružili znatnu potporu Ukrajini.  a u prosincu 2022. godine su za narednu godinu obećale 32 milijarde dolara financijske pomoći „kako bi se zadovoljile urgentne kratkoročne financijske potrebe Ukrajine”, dodajući da su spremne dati i više ako za to bude potrebe. Ukrajini saveznici šalju i znatnu pomoć u oružju, vojnoj opremi i drugim dobrima; te su samo Sjedinjene Američke Države kao najznačajniji saveznik – koji pruža nešto više od 70 % vojne, nešto više od 60 % humanitarne i nešto više od 40 % financijske pomoći koju prima Ukrajina od početka rata – već tijekom 2022. godine poslale sveukupnu pomoć Ukrajini u vrijednosti od 68 milijardi dolara.
U drugoj polovini 2023. god., analitičari konstatiraju da je rat prouzročio oko 200 000 smrti i oko 300 000 ozbiljnih ranjavanja vojnika. Žrtava među civilima je manje, zahvaljujući velikim evakuacijama koje uključuju po približno pet milijuna Ukrajinaca raseljenih unutar države, i daljnjih pet milijuna koje je izbjeglo u inozemstvo. Rusija je izrazito povećala vojne rashode, a Ukrajina uspijeva održati korak samo zahvaljujući desetcima milijardi dolara vrijednoj pomoći koju dobiva od prijateljskih zemalja. Usprkos zapadnim ekonomskim sankcijama, Ruska ekonomija se pokazala spremnim reorijentirati na trgovinu s drugim zemljama i osigurati stabilnu opskrbu svojega stanovništva i vojnih snaga. Ukrajinsko gospodarstvo se usprkos gubitku 11 % teritorija i vrlo značajnim štetama zbog bombardiranja ključne infrastrukture, pokazuje sposobnom i dalje nastaviti svoju aktivnost. Kako se rat vodi na Ukrajinskom teritoriju, ondje je i glavnina šteta: do sredine 2023. god. se procjenjuje da je ondje nastalo oko 97 milijardi izravnih ratnih šteta, pri čemu bi obnova nakon rata stajala – ako bi rat odmah završio – oko 350 milijardi dolara.

## Nazivi rata
Iako se u većem dijelu svijeta rat naziva Invazijom Rusije na Ukrajinu ili Ruskom agresijom na Ukrajinu, u Ruskoj Federaciji, ovakav je naziv zabranjen, te se prema službenom državnom narativu za rat koristi eufemizam "Specijalna vojna operacija". Ruska agencija za nadzor komunikacija Roskomnadzor,  zabranila je početkom ožujka 2022. svim medijima u državi da o sukobu izvještavaju koristeći termine koji odstupaju od onog službenog državnog. Slične naputke dobili su i učitelji u ruskim školama, ako ih učenici pitaju o ratu u Ukrajini.

## Pozadina

### Ugovor o granicama između Ukrajine u Ruske Federacije, 2003.
Nakon što su Ruska Federacija i Ukrajine raspadom Sovjetskog Saveza postale neovisne države, valjalo je precizno odrediti i označiti vrlo dugačku međusobnu granicu na kopnu i moru. Ugovor između Ruske Federacije i Ukrajine o granicama sklopljen je 28. siječnja 2003. god.; potpisali su ga Predsjednik Ukrajine Leonid Kučma, te Predsjednik RF Vladimir Putin.

### Pitanje Krima
Poluotok Krim je u svojoj povijesti bio dio različitih država, ali i nezavisan teritorij. Njegova južna obala bila je dio grčkog kulturološkog kruga skoro 2000 godina. Unutrašnjost poluotoka bila je protobugarska i hazarska 600 godina, nakon čega je pripadala Kijevskoj Rusi 200 godina, a nakon njena pokoravanja 200 godina Zlatnoj Hordi. U razdoblju raspada Zlatne Horde, od 1443. godine do približno 1475.  nezavisnost Krimskom Kanatu osigurali su domicilni Krimski Tatari. Kako bi stekli i održali kontrolu nad primorskim regijama istočno i zapadno od Krima, zatražili su pomoć Osmanskog Carstva, koje je proglasilo Krimski Kanat autonomnim dijelom Carstva, u kojem od 1524. godine imenovala kanove. Godine 1784. Rusko je Carstvo porazilo Osmanlije pripojivši tako Krim Rusiji, kojem su u to doba pripojena i znatna područja Ukrajine. Ubrzo potom osnovana je ruska Crnomorska flota s bazom u Sevastopolju. Krim i susjedne regije sačinjavale su administrativnu regiju s različitim imenima. Godine 1921. Krim postaje autonomna sovjetska republika, a priljev Slavena trajno je promijenio etničku ravnotežu područja. Nakon što je tijekom II. svjetskog rata odlukom sovjetskih vlasti s Krima prisilno iseljeno oko četvrt milijuna Krimskih Tatara, te daljnjih oko 100 tisuća Nijemaca, Bugara, Armenaca i Grka (od tadašnjeg stanovništva od oko milijun ljudi), godine 1945. ukinuta je Krimska Autonomna Sovjetska Socijalistička Republika, koja je bila dio Ruske SFSR; te je uspostavljena Krimska oblast; prvotno i dalje u sastavu Ruske SFSR. 1954. je Krimska oblast prebačena u sastav Ukrajinske SSR, s kojom je Krim željezničkim i cestovnim vezama, vodoopskrbnim (Krim ima oskudne izvore vode, te je osobito za navodnjavanje poljoprivrednih površina obilno korištena voda iz glavne ukrajinske rijeke Dnjepra) i elektroenergetskim sustavom bio bitno povezan.
Godine 1991. Krim je postao Autonomna Republika Krim, dio nove nezavisne države Ukrajine. Šest godina kasnije, potpisan je Ugovor o rusko-ukrajinskom prijateljstvu. Rusija je priznala granice Ukrajine, dobila je 80 % Crnomorske flote te je iznajmila objekte pomorske baze u Sevastopolju na 20 godina (kasnije je taj rok produžen do 2042. godine). Nakon Ukrajinske revolucije na Majdanu godine, Ruska Federacija je u veljači 2014.  godine okupirala poluotok Krim, slanjem neoznačene vojske, popularno zvane "malim zelenim čovječuljcima", koja je zauzela sve važne administrativne zgrade na poluotoku, stavivši ga tako pod rusku kontrolu. Nakon što su priznali da je neoznačena vojska njihova, vodeći su ruski političari tvrdili da su okupacijom Krima "ispravili povijesnu nepravdu". Potom je organiziran kontroverzni referendum u pripajanju Krima Ruskoj Federaciji na kojem je 97% izašlih birača glasalo za pripajanje poluotoka Rusiji. Ni Ukrajina, ni veći dio međunarodne zajednice nije priznao ovakvu aneksiju Krima, tvrdeći da je ona protivna međunarodnom pravu, dok su ruski službenici na pitanja o aneksiji Krima govorili da je aneksija "gotova stvar".

### NATO
Kad je 1990. sovjetski predsjednik Mihail Gorbačov proglasio atmosferu rastućeg povjerenja, upozorivši na politike kojima se nastoji izolirati Sovjetski Savez na europskom kontinentu, što je on smatrao nedopustivim. Gorbačov je 1997. godine, kada on više nije bio državnik i kada Sovjetski Savez više nije postojao, iznio ocjenu da je širenje NATO-a na zemlje bivšeg istočnog bloka "greška" i "poniženje za Rusiju".
Na krimskom poluotoku u 2006. je došlo do izbijanja prosvjeda. Razlog tome bio je dolazak američkih marinaca koji su došli u grad Feodosiju zbog vojne vježbe „Sea Breeze” između Ukrajine i NATO-a. Demonstranti su marince dočekali barikadama i parolama na kojima je pisalo „Okupatori, idite kući!”, a nekoliko dana kasnije krimski parlament proglasio je Krim „teritorijem bez NATO-a”. Nekoliko dana nakon prosvjeda, američki marinci povukli su se s poluotoka.
Godine 2008. ruski je predsjednik Vladimir Putin govorio protiv potencijalnog ulaska Ukrajine u NATO.
Godine 2014. M. Gorbačov je u intervjuu u vezi širenja NATO-a na istok rekao: „Ovo sam nazvao velikom greškom još od samog početka. To je definitivno kršenje duha izjava i uvjerenja koje su nam dane 1990. godine. Što se Njemačke tiče, zakoni su utvrđeni i poštuju se.” Gorbačov se pritom pozivao na dogovore iz vremena kada je Ukrajina još bila članicom Sovjetskog Saveza, kao i kasnije članice NATO-pakta Litva, Latvija i Estonija; a koji su dogovori s bivšim Sovjetskim Savezom - toj bivšoj državi koju je predvodio Gorbačov su davana obećanja - predviđali da čak ni Poljska ili Mađarska ne bi smjela biti obuhvaćene NATO-paktom.
Tijekom travnja je Ukrajina od savezničkih zemalja primila rezervne dijelove za svoje ratne zrakoplove sovjetske proizvodnje, što je prema tvrdnjama američkog Pentagona omogućilo osposobljavanje oko 20 ukrajinskih zrakoplova za borbu; Ukrajina šalje nekoliko zrakoplova dnevno na borbene letove i time osporava rusku zračnu nadmoć.

### Postsovjetski kontekst i Narančasta revolucija
Nakon raspada Sovjetskog Saveza 1991. godine, Ukrajina i Rusija nastavile su održavati bliske veze. Ukrajina je 1994. pristala odreći se svog nuklearnog arsenala potpisavši Budimpeštanski memorandum o sigurnosnim garancijama pod uvjetom da Rusija, Ujedinjeno Kraljevstvo i SAD daju jamstva protiv za ukrajinski teritorijalni integritet i političku neovisnost. Pet godina kasnije, Rusija je bila jedna od potpisnica Povelje o europskoj sigurnosti, gdje se „ponovo potvrdilo inherentno pravo svake države da bude slobodna da izabere ili mijenja svoja sigurnosne dogovore, uključujući ugovore o savezu, kako se razvijaju”.
Godine 2004. Viktor Janukovič, tadašnji premijer Ukrajine, proglašen je pobjednikom predsjedničkih izbora, koji su prema presudi Vrhovnog suda Ukrajine, u velikoj mjeri bili namješteni. Rezultati su izazvali negodovanje javnosti koja je podržavala opozicijskog kandidata, Viktora Juščenka, koji je odbacio rezultate izbora. Tijekom burnih mjeseci revolucije, Juščenko se iznenada teško razbolio, a ubrzo su brojne neovisne skupine liječnika zaključile da je bio otrovan 2,3,7,8-tetraklordibenzodioksinom. Juščenko je iskazao snažnu sumnju u umiješanost Rusije u njegovo trovanje. Na kraju je to rezultiralo mirnom Narančastom revolucijom, koja je dovela proeuropski orijentirane kandidate Viktora Juščenka i Juliju Timošenko na vlast, a proruski orijentirani Janukovič je završio u opoziciji.
Godine 2008. ruski je predsjednik Vladimir Putin govorio protiv potencijalnog pridruživanja Ukrajine NATO-u. Rumunjski analitičar Iulian Chifu je 2009. godine, s koautorima, iznio je mišljenje da Rusija u pogledu Ukrajine slijedi ažuriranu Brežnjevljevu doktrinu ograničenog suvereniteta, iz doba postojanja Varšavskog pakta, kada je SSSR prisvajao pravo da vojno intervenira u drugim socijalističkim zemljama koje su pripadale tom paktu, ako nije zadovoljan s njihovom politikom. Slično je stajalište Ruska Federacija zauzela prema Ukrajini nakon njenog osamostaljenja, ustvrdio je ovaj autor.
Viktor Janukovič je 2009. najavio ponovnu kandidaturu za predsjednika na ukrajinskim predsjedničkim izborima 2010. Pobijedio je i inauguriran je 2010. godine.

### Ukrajinska revolucija i zbivanja nakon
Nakon višetjednih prosvjeda u sklopu pokreta Euromajdan (2013. – 2014.), proruski ukrajinski predsjednik Viktor Janukovič i vođe ukrajinske parlamentarne oporbe potpisali su 21. veljače 2014. godine sporazum kojim su dogovoreni prijevremeni izbori. Narednog dana, uoči glasanja o opozivu, Janukovič je pobjegao iz Kijeva; da bi ga potom ukrajinski parlament Verhovna Rada smijenio.
Politički vođe iz istočne Ukrajine u kojoj se govori pretežno ruski jezik, proglasili su svoju odanost Janukoviču, te su 2014. godine nastali proruski nemiri u Ukrajini. Ubrzo potom je uslijedila ruska aneksija Krima u ožujku iste godine, kao i rat u Donbasu, koji je počeo mjesec dana kasnije. Tada su stvorene paradržave Donjecka i Luganska Narodne Republika, pod pokroviteljstvom Rusije.
Ukrajinske vojne snage su uspjele staviti pod kontrolu pretežni dio Donjecke i Luganske oblasti, ali ne i njihove najnaseljenije dijelove oko glavnih gradova. Pobunjenici su uz presudnu vojnu i gospodarsku podršku Rusije uspjeli organizirati vlast na tim područjima oko Donjecka i Luganska, a narednih godina su nastavljene sporadične borbe na linijama razdvajanja. Do početka 2019. god. je u vojnim sukobima u Donbasu poginulo oko 14.000 vojnika i civila, a sukobi uz uporabu topništva su nastavljeni i tijekom 2020. i 2021. godine.
Ukrajinski predsjednik Volodimir Zelenskij odobrio je 14. rujna 2020. novu Nacionalnu sigurnosnu strategiju Ukrajine, „koja predviđa razvoj posebnog partnerstva s NATO-om s ciljem članstva u NATO-u”. Dana 24. ožujka 2021., Zelenskij je potpisao Uredbu br. 117/2021 kojom se odobrava „strategija deokupacije i reintegracije privremeno okupirane teritorije Autonomne Republike Krim i grada Sevastopolja.”
Ruski predsjednik Vladimir Putin, tvrdeći da proširenje NATO-a nakon 1997. predstavlja sigurnosnu prijetnju njegovoj zemlji, tražio je da se Ukrajini zakonski zabrani pridruživanje vojnom savezu, iznijevši iredentističke stavove. U srpnju 2021. Putin je objavio esej pod imenom O povijesnom jedinstvu Rusa i Ukrajinaca, u kojem je još jednom potvrdio svoje kontroverzno viđenje da su Rusi i Ukrajinci "jedan narod". Američki povjesničar Timothy D. Snyder komentirao je da su Putinove ideje iznesene u eseju imperijalističke. Britanski novinar Edward Lucas nazvao je esej povijesnim revizionizmom. Drugi iznose ocjene da rusko rukovodstvo ima iskrivljeno viđenje suvremene Ukrajine i njene povijesti.
Rusija smatra da mogući ulazak Ukrajine u NATO i općenito širenje NATO-a prema njezinim granicama predstavlja ugrozu njenoj nacionalnoj sigurnosti. S druge strane, Ukrajina, te druge susjedne zemlje optužile su Putina za ruski iredentizam i vođenje agresivne militarističke politike.

## Ideološka najava: pamflet Vladimira Putina iz 2021. god.
U srpnju 2021 Predsjednik Ruske Federacije Vladimir Putin objavljuje na službenim stranicama svojega tekst - s prijevodom na engleski jezik - gdje on u srpnju 2021. god. nakon detaljnijeg izlaganja o povijesti slavenskih područja na istoku Europe - iznosi zaključak kako usprkos postojanju značajno različitih jezika i stoljetne podjele između ruskih područja pod utjecajem tatarske Zlatne Horde i onih uključenih u Poljsko-Litvansku uniju, za formiranje odvojene ukrajinske nacije "nije postojala historijska osnova - niti se takva osnova mogla pronaći". Prema njemu, a stoga što je prije dolaska Zlatne Horde u 13. stoljeću tim širokim slavenskim područjem bili Rurikidi (za koje propušta spomenuti da je riječ o plemstvu nastalom od skandinavskih došljaka, koji su zavladali slavenskim stanovništvom) zavladali u okrilju jedne države, jedino je pravilno zaključiti da ondje postoji samo jedan narod, makar s nekim lokalnim osobitostima. Za ideju ukrajinske nacije govori da se najprije proširila među intelektualcima u 19. stoljeću koju je potkraj tog stoljeća poduprla i Austro-Ugarska državna politika. Odluku ruskih komunista nakon Oktobarske revolucije da formiraju Ukrajinu kao članicu Saveza Sovjetskih Socijalističkih Republika, Putin kritizira kao jedan u nizu socijalnih eksperimenata koje su boljševici provodili nad ruskim narodom. Putin podsjeća da potom unutar SSSR-a granice Ukrajine i drugih republika ipak "nikada nisu bile sagledavane kao državne granice; one su bile nominalni dijelovi jedne jedinstvene države, koja je, iskazujući sve atribute jedne federacije, zapravo bila visoko centralizirana". Putin potom kaže da odlazak Ukrajine i drugih sovjetskih republika iz saveza s Rusijom treba tretirati "s poštovanjem", dodajući značajan "ali", nakon 30 godina neovisnosti tih 15 bivših republika SSSR-a: "Želite uspostaviti vlastitu državu: dobrodošli! Ali pod kojim uvjetima? Podsjetio bih na ocjenu jedne od najistaknutijih političkih figura nove Rusije, prvog gradonačelnika Sankt Petersburga (op.: 1991. – 1996.) Anatolija Sobčaka. Kao pravni stručnjak koji je vjerovao da svaka odluka mora biti legitimna, 1992. godine je iznio mišljenje: republike koje su bile osnivači Saveza i potpisale Sporazum o uniji 1922. god., moraju se vratiti na granice koje su imale prije pristupanja Sovjetskom Savezu. Sve druge teritorije su predmet razgovora i pregovora, s obzirom na to da je osnova opozvana. Drugim riječima, kada odlazite, možete uzeti ono što ste donijeli." Nakon takve neobične analize pitanja sukcesije država, napominje Putin u daljnjemm tekstu da su Sporazum o osnivanju SSSR-a iz 1922. god. potpisale (samo) Bjeloruska SSR, Ukrajinska SSR i Zakavkaska SSR - Putin nudi zaključak da preostalih desetak republika SSSR-a ne bi imalo blagodat da njihovo samo postojanje ne bude i danas "predmet razgovora i pregovora". U svojem članku V. Putin jasno problematizira i suverenitet Ukrajine nad svojim zapadnim područjima, koje obuhvaćaju teritorije koji 1922. god. nisu bili dijelom SSSR-a, pa Ukrajina ne bi mogla u pogledu tih teritorija (nastaviti) postupati prema uputi "kada odlazite, možete uzeti ono što ste donijeli". Odmah potom Putin dodaje "da su boljševici krenuli prekrajati granice čak i prije osnivanja Sovjetskog Saveza, manipulirajući teritorijima kako im se svidjelo i ne mareći za mišljenje naroda" spominjući u tome kao (valjda) relevantnu i okolnost da su boljševici koji su proglasili Donjecko-Krivojrošku Sovjetsku Republiku u istočnoj (približno) polovici Ukrajine bili već 1918. godine zatražili stupanje u uniju s boljševičkom Rusijom. Nadalje s pozitivnim naglaskom spominje Putin koncepciju "trojedinog naroda" iz doba Carske Rusije, u kojemu su bjelorusko, "velikorusko" (tj. rusko)  i "malorusko" (tj. ukrajinsko) "pleme" bili smatrani dijelovima jedinstvene nacije - Ruske. Naposljetku iznosi ocjenu da svi problemi Rusije s okolnim narodima koji su bili dio Ruskog Imperija proistječu iz neprihvatljivog miješanja stranih sila u ruske odnose s tim povijesnim ruskim pokrajinama.
Skoro 3 godine kasnije, Vladimir Putin svoj 2-satni TV intervju 6. veljače 2023. započinje 20- minutnim izlaganjem o povijesti, koje u glavnim crtama ponavlja teze iz članka objavljenoga na web-stranicama Predsjednika Ruske Federacije u srpnju 2021.: nakon što su Rurikidi sa sjedištem u Moskvi postali u 13. stoljeću vazali Zlatnoj Hordi, a Kijev je u sastavu Poljsko-Litvanske unije ušao u orbitu "jednog drugog magneta", u Europi - postoji zadaća u Ruskoj povijesti da se nekadašnje državno jedinstvo obnovi. Putin ponovo izriče tezu da su Ukrajinci "umjetna nacija", da ne postoji pravo Ukrajine da postoji kao zemlja istinski neovisna o Rusiji.

## Uvod
Logističke pripreme za invaziju počele su koncentriranjem ruskih kopnenih snaga uzduž ukrajinske granice, prvotno od ožujka do travnja 2021. godine, a zatim i od listopada 2021. do veljače 2022. Tijekom drugog razdoblja grupiranja vojske na ukrajinskim granicama, Rusija je postavila zahtjeve usmjerene SAD-u i NATO-u, predlažući dva nacrta sporazuma onoga što su nazvali "sigurnosnim garancijama", pod čime su tražili pravno obavezujuće obećanje da se Ukrajina neće pridružiti NATO-u, i smanjenje broja NATO-ovih vojnika i naoružanja smještenog u Istočnoj Europi. Rusija je, također, zaprijetila "neodređenim vojnim odgovorom" ako se NATO nastavi držati „agresivne linije”.

### Rusko negiranje planova o invaziji
Usprkos gomilanju vojske, ruski su dužnosnici tijekom dolaska njihovih oružanih snaga na ukrajinske granice više puta poricali da Rusija planira invaziju na Ukrajinu. Sredinom studenog 2021. Dmitrij Peskov, Putinov glasnogovornik, rekao je novinarima da „Rusija ne prijeti nikome. Kretanje snaga na našem teritoriju ne bi trebalo biti ničija briga”. Krajem istog mjeseca, Peskov je rekao da „Rusija ne planira, niti će ikad planirati napade na bilo koga... Rusija je miroljubiva zemlja, koja je zainteresirana za dobre odnose sa svojim susjedima”.
Sredinom siječnja 2022. zamjenik ruskog ministra vanjskih poslova, Sergej Rjabkov, rekao je da Rusija „ne želi i neće poduzeti nikakvu akciju agresivnog karaktera. Nećemo napadati, udarati, ... Ukrajinu”. Dana 12. veljače 2022. savjetnik Kremlja za vanjske poslove, Jurij Ušakov, nazvao je diskusiju o „takozvanoj planiranoj ruskoj invaziji” „histerijom”. Osam dana kasnije, ruski veleposlanik u Sjedinjenim Američkim Državama, Anatolij Antonov, rekao je da ruske snage „nikome ne prijete... nema invazije. Ne postoje takvi planovi”.

### Ruska propagandna kampanja
Prije neposrednog početka invazije, Rusija je vodila masovnu propagandnu kampanju protiv Ukrajine.
Dana 9. prosinca 2021. Putin je govorio o diskriminaciji usmjerenoj prema govornicima ruskog jezika izvan Rusije, kazavši tijekom svojeg obraćanja: „da je rusofobija prvi korak prema genocidu. Vi i ja znamo što se događa u Donbasu. To svakako liči na genocid.” Također, iz Kremlja je osuđen ukrajinski zakon o jeziku.  Dana 17. siječnja 2022., jedan od istaknutih ruskih novinara Anton Krasovski komentirajući ukrajinske ambicije o ulasku u NATO, na jednoj ruskoj TV emisiji, rekao je da je „Ukrajina ruska zemlja”. Zatim je nastavio govoriti da će Rusi doći na Hreščatik i tamo spaliti ukrajinski ustav, u kojem je deklarirana ambicija o ulasku u NATO.
Dana 15. veljače 2022. Putin je izjavio da se u Donbasu događa genocid kojega provode ukrajinske vlasti. Novinske kuće zabilježile su, da unatoč Putinovim optužbama za genocid nad ruskim govornicima, ukrajinski predsjednik Volodimir Zelenski i sam iz obitelji u kojoj se govori ruski.
Ruske tvrdnje o genocidu naširoko se smatraju netočnima. Nekoliko međunarodnih organizacija, uključujući i Visokog povjerenika Ujedinjenih naroda za ljudska prava i Vijeće Europe, nisu našle nikakve dokaze koji bi podržale ruske tvrdnje. Europska komisija odbacila je optužbe o genocidu kao dezinformacije.
Američko veleposlanstvo u Ukrajini nazvalo je rusku tvrdnju o genocidu „neistinom za osudu”, dok je Ned Price, glasnogovornik Državnog tajništva Sjedinjenih Američkih Država, izjavio je da je Moskva takve tvrdnje predstavlja kao izgovor za invaziju na Ukrajinu. Dana 18. veljače, ruski veleposlanik u Sjedinjenim Američkim Državama, Anatolij Antonov optužio je Sjedinjene Američke Države da odobravaju prisilnu asimilaciju ukrajinskih Rusa.
Dana 19. veljače europski portal za borbu protiv dezinformacija "EU vs. Disinformation" sljedeće je ruske optužbe proglasio neutemeljenima: „Ukrajinske snage pripremaju veliku ofenzivu na Donbas”, „Ukrajina priprema terorističke napade na Donbas ili Rusiju”, „Ukrajina provodi genocid nad govornicima ruskog jezika na istoku”, „Ukrajina planira uporabu kemijskih i drugih nedopuštenih oružja protiv civila na istoku”, „Ukrajinske snage čine zločine nad civilima na istoku”.
U govoru održanom 21. veljače 2022., V. Putin je optužio ukrajinsko društvo da je postalo neonacističko, dodajući da je cilj Rusije demilitarizati i „denacificirati” Ukrajinu. Hrvatski analitičar i stručnjak za međunarodne odnose Branimir Vidmarović, komentirajući Putinove navodne ciljeve "demilitarizacije" i "denacifikacije" Ukrajine, kazao je da to ni nisu ostvarivi vojni ciljevi nego političke parole. Prema izvješćima medija, Putin je koristio lažni „nacistički” narativ za opravdanje ruskog napada na Ukrajinu. U vladi, vojsci ili biračkom tijelu Ukrajine nema široke podrške ideologijama krajnje desnice, a nijedan kandidat krajnje desnice nije osvojio niti jedno mjesto u Verhovnoj Radi, državnom zakonodavnom tijelu, tijekom parlamentarnih izbora 2019. godine. Štoviše, ukrajinski predsjednik Volodimir Zelenski i ukrajinski premijer Denis Šmihalj su zapravo Židovi što čini Ukrajinu jednom od dvije države svijeta koje imaju židovskog vođu predsjednika i premijera (druga je Izrael). Osvrćući se na Putinovu opasku, Zelenski je izjavio da se njegov djed, sovjetski pješadinac, borio protiv nacista; izgubivši tri člana njegove obitelji u holokaustu. Memorijalni muzej holokausta Sjedinjenih Američkih Država osudio je invaziju i Putinovu zloupotrebu povijesti Holokausta kao opravdanje za rat.

### Sukobi na istoku
Borbe u Donbasu značajno su eskalirale 17. veljače 2022. Dnevni broj razmjena vatre između separatista i Ukrajinske vojske tijekom prvih šest tjedana 2022. kretao se od dva do pet, da bi 17. veljače ukrajinska vojska prijavila je 60 napada. Ruski državni mediji također su izvijestili o preko 20 topničkih napada na položaje separatista istog dana. Ukrajinska vlada optužila je ruske separatiste da su granatirali vrtić u Stanicji Luhanskoj koristeći topništvo, ranivši pri tome tri civila. Luganska Narodna Republika priopćila je da je ukrajinska vlada napala njene snage minobacačima, bacačima granata i strojnicama.
Narednog dana, Donjecka i Luganska Narodna Republika naredile su obaveznu evakuaciju civila iz svojih glavnih gradova, iako je napomenuto da će za potpunu evakuaciju biti potrebni mjeseci. Ukrajinski mediji izvijestili su o porastu topničkog granatiranja Donbasa iza kojeg stoje militanti koje podržava Rusija, s ciljem provociranja ukrajinskih snaga.
Dana 21. veljače, Savezna sigurnosna služba Ruske Federacije (FSB) objavila je da je uništen njen granični objekt u Rostovskoj oblasti koji se nalazi 150 metara od ukrajinske granice. Izvještajna služba Južnog vojnog okruga priopćila je da su tijekom jutra tog dana ruske snage likvidirale skupinu od pet sabotera u blizini sela Mitjakinskaja u Rostovskoj oblasti, koja je prešla granicu Ukrajine s dva pješačka borbena vozila, pri čemu su ista uništena.
Ukrajina je negirala umiješanost u oba incidenta nazvavši ih operacijama pod lažnom zastavom. Pored toga, prijavljeno je da su dva ukrajinska vojnika i jedan civil ubijeni granatiranjem sela Zajceve, 30 kilometara sjeverno od Donjecka.
Nekoliko analitičara, među kojima i istraživačka web-stranica Bellingcat, objavili su dokaze da je mnoge napade, eksplozije i evakuacije u Donbasu inscenirala Rusija.
Dana 21. veljače nepoznate snage granatirale su termoelektranu sjeverno od mjesta Ščastja koje se nalazi u okolici Luganska u Luganskoj Narodnoj Republici, a ukrajinske vijesti ubrzo su objavile da je iz tog razloga termoelektrana zatvorena.

### Eskalacija (21. – 23. veljače)
Dana 21. veljače, nakon priznavanja Donjecke i Luganske Republike, ruski predsjednik Vladimir Putin naredio je da se ruske trupe (uključujući i mehanizirane snage) pošalju u dio Donbasa kojega kontroliraju proruski pobunjenici, u akciju koju je Rusija naziva „mirovnom misijom”. Ruska vojska saopćila je da je ubila pet ukrajinskih „diverzanata”, što je oštro demantirao ukrajinski ministar vanjskih poslova Dmytro Kuleba. Kasnije tog dana, nekoliko nezavisnih medijskih kuća potvrdilo je da ruske snage ulaze u Donbas. Vijeće sigurnosti Ujedinjenih naroda naširoko je osudilo vojnu intervenciju u Donbasu te ona nije dobila ikakvu potporu. Ambasador Kenije, Martin Kimani, usporedio je Putinov potez s kolonijalizmom rekavši: „Moramo dovršiti oporavak sa zgarišta mrtvih imperija, na način da ne potonemo nazad u nove oblike dominacije i opresije.”
Predsjednik Sjedinjenih Američkih Država Joe Biden 22. veljače izjavio je da se „početak ruske invazije na Ukrajinu” dogodio. Generalni sekretar NATO-a Jens Stoltenberg i kanadski premijer Justin Trudeau rekli su da je došlo do „dodatne invazije”. Ukrajinski ministar vanjskih poslova Dmytro Kuleba izjavio je: „Ne postoji takva stvar poput manje, srednje i velike invazije. Invazija je invazija.” Josep Borrell, Visoki predstavnik Unije za vanjske poslove i sigurnosnu politiku, izjavio je da su „ruske trupe stigle na ukrajinsko tlo, što nije punopravna invazija”. Istog dana, Savjet Federacije ovlastilo je jednoglasnom odlukom Putina da koristi vojnu silu izvan Rusije. S druge strane, ukrajinski predsjednik Volodimir Zelenski naredio je regrutaciju ukrajinskih rezervista, ne pozvavši na još tada opću mobilizaciju.
Dana 23. veljače, Verhovna Rada, ukrajinski parlament, proglasio je 30-dnevno izvanredno stanje u cijeloj državi, osim na okupiranim teritorijima u Donbasu, gdje je odredba stupila na snagu u ponoć. Parlament je također naredio mobilizaciju svih rezervista Oružanih snaga Ukrajine. Istog dana, Rusija je počela s evakuacijom svoje ambasade u Kijevu, spustivši rusku zastavu s vrha zgrade. Internetske stranice ukrajinskog parlamenta i vlade, kao i bankarske web-stranice, pogođene su kibernetičkim DDoS napadima (engleski: distributed denial-of-service attack).
Još jedan sastanak Vijeća sigurnosti Ujedinjenih naroda sazvan je od 23. do 24. veljače. Rusija je izvršila invaziju na Ukrajinu tijekom hitnog sastanka Vijeća sigurnosti Ujedinjenih naroda s ciljem smirivanja krize. Glavni tajnik Ujedinjenih naroda Antonio Guterres izjavio je: „da se dadne prilika miru”. Rusija je pokrenula invaziju u razdoblju u kojem je predsjedala nad Vijećem sigurnosti Ujedinjenih naroda - tijekom veljače 2022. Kao jedna od pet stalnih članica Vijeća sigurnosti Ujedinjenih naroda, Rusija ima pravo veta. U ranim satima 24. veljače, Zelenski je održao televizijski govor u kojem se na ruskom jeziku obratio građanima Rusije zamolivši ih da spriječe rat.

## Tijek rata

### Prva faza rata; opća invazija na cijelu zemlju (24. veljače - 7. travnja 2022.)
Neposredno prije 6:00 po moskovskom vremenu (UTC+3), Putin je objavio da je donio odluku o pokretanju „specijalne vojne operacije” u istočnoj Ukrajini. U svom obraćanju, Putin je rekao da nema planova za okupaciju ukrajinskog teritorija i da podržava pravo naroda Ukrajine na samoodređenje. Putin je izjavio da je Rusija tražila „demilitarizaciju i denacifikaciju” Ukrajine. Putin je također pozvao ukrajinske vojnike da predaju svoje oružje i odu kući. Također je izjavio da će „sva odgovornost za moguće prolijevanje krvi biti na savjesti režima koji vlada nad teritorijem Ukrajine.”
Putinove tvrdnje da je ukrajinska vlada pod kontrolom neonacista ponovno su široko odbačene kao neutemeljene
Kremlj je planirao najprije raketama ciljati središta protuzračne obrane i vojna zapovjedništva te potom poslati borbene zrakoplove i helikoptere kako bi se brzo uspostavila ruska zračna nadmoć. Sjedinjene Američke Države izjavile su kako vjeruju da Rusija želi „dekapitirati” ukrajinsku vladu te uspostavi sebi sklonu vladu, dok su pripadnici Obavještajne zajednice Sjedinjenih Američkih Država izjavili kako očekuju da će Kijev pasti unutar 96 sati na temelju stanja na terenu. Američki Centar za mornaričke analize (engleski: Center for Naval Analyses) izjavio je da će Rusija pokušati opkoliti Kijev i obuhvatiti ukrajinske snage na istoku zemlje, dok je Centar za strateške i međunarodne studije (engleski: Center for Strategic and International Studies) identificirao tri glavna pravca ruskog vojnog napredovanja: 
1. Iz pravca Bjelorusije na sjever Ukrajine[161]
2. Iz pravca Donbasa na istoku[161]
3. Iz pravca poluotoka Krima na jugu.[161]

Prema ruskim dokumentima koje su Ukrajinci zaplijenili u svibnju 2022., u oblasti Sumi; cilj ruske invazije u njenim početnim danima bio je ovladati cijelim teritorijem Ukrajine.

### Prva faza - Sjeverno bojište
Ruska vojna vozila u Ukrajinu su ušla oko 6:48 po lokalnom vremenu, preko Senjkivke, graničnog prijelaza na tromeđi Ukrajine, Bjelorusije i Rusije.Dana 24. veljače 2022. godine, po riječima ukrajinskog državnog ministra Antona Herašenka, nešto poslije 6:30 (UTC+2) ruske snage pokrenule su kopneni napad u blizini grada Harkiva, U 7:40, BBC je citirao druge izvore rekavši da u Ukrajinu ulaze i vojnici iz Bjelorusije. Neposredno prije 7:00 (UTC+2), Zelenski je objavio izvanredno stanje u cijeloj Ukrajini. Kasnije je naredio ukrajinskoj vojsci da „nanese maksimalne gubitke” napadačima. Zelenski je također objavio da su od tog trenutka rusko-ukrajinski diplomatski odnosi prekinuti. Kasnije tijekom tog dana, objavio je opću mobilizaciju. Ruske rakete gađale su ukrajinsku infrastrukturu, uključujući Međunarodnu zračnu luku Borispilj, ukrajinsku najveću zračnu luku, koja se nalazi 29 kilometra istočno od Kijeva. Ukrajina je zatvorila svoj zračni prostor za civilne letove.Služba sigurnosti Ukrajine također je navela da je Ukrajina odbila napad u Volinjskoj oblasti. U 10:00 (UTC+2) objavljeno je na sastanku ukrajinske predsjedničke administracije da su ruski vojnici napali Ukrajinu sa sjevera te da su isti prodrli 5 kilometara. Izviješteno je da su ruski vojnici bili aktivni u Harkivskoj oblasti, Černigovskoj oblasti i blizu Sume.  U 10:30 (UTC+2), ukrajinsko ministarstvo obrane izvijestilo je da su ruski vojnici u Černihivskoj oblasti zaustavljeni. Jedan se ruski izviđački vod predao u blizini Černihiva. Pošto je Bjelorusija dozvolila ruskim vojnicima da napadnu Ukrajinu sa sjevera iz bjeloruskog teritorija, u 11:00 (UTC+2), ukrajinski graničari prijavili su ulazak ruskih vojnika u Vilču (Kijevska oblast), dok su granični prijelaz u Žitomirskoj oblasti Rusi bombardirali raketnim bacačima (vjerojatno je riječ o BM-21 Gradu). Također je objavljeno da je neoznačeni helikopter iz Bjelorusije bombardirao položaj graničara u Slavutiču.U 13:00 i 13:19 (UTC+2), ukrajinski granični službenici i Oružane snage prijavili su dva nova sukoba – kraj Sumija („u pravcu Konotopa”) i kraj Starobiljska (Luganska oblast). U 13:32 (UTC+2), načelnik glavnog stožera Ukrajine, general Valerij Zalužnij izvijestio je o četiri balističke rakete lansirane s bjeloruskog teritorija u jugozapadnom pravcu. Nekoliko postaja kijevskog i harkivskog metroa, lokalno stanovništvo iskoristilo je za sklonište od bombi. U 16:00 (UTC+2) Zelenski je izjavio da su izbile borbe između ruskih i ukrajinskih vojnika u Černobilu i Pripjatu, gradovima duhova. Oko 18:20 (UTC+2) Černobilska nuklearna elektrana bila je pod ruskom kontrolom, kao i područje u okolici elektrane.
U 16:18 (UTC+2), Vitalij Kličko, gradonačelnik Kijeva i bivši boksač, proglasio je policijski sat u trajanju od 22:00 do 7:00.Nedugo nakon 23:00 (UTC+2), Zelenski je naredio opću mobilizaciju svih ukrajinskih muškaraca starosti od 18 do 60 godina. Iz istog razloga ukrajinskim muškarcima iz te dobne skupine bilo je zabranjeno napustiti Ukrajinu.
Dana 25. veljače, oko 04:00 (UTC+2) po lokalnom vremenu, Kijev su potresle dvije eksplozije krstarećih i balističkih projektila. Ukrajinska vlada priopćila je da je oborila neprijateljski zrakoplov iznad Kijeva, koji je potom pao na stambenu zgradu, pritom ju zapalivši. Kasnije je potvrđeno da je taj zrakoplov bio ukrajinski Suhoj Su-27.
Nezavisni vojni analitičari primijetili su da se čini da su ruske snage na sjeveru Ukrajine bile u velikoj mjeri sukobile s ukrajinskim snagama. Ruske jedinice pokušale su opkoliti Kijev i napredovati prema Harkivu, no stale su zbog teških borba, dok su slike na društvenim mrežama sugerirale da su neke ruske oklopne kolone upale u zasjedu. Tijekom jutra 25. veljače, Zelenski je optužio Rusiju da cilja civilne objekte. Predstavnik ukrajinskog ministarstva unutarnjih poslova Vadim Denisenko rekao je da su u prethodna 24 sata pogođena 33 civilna mjesta.

#### Desant na zračnu luku Hostomel
Prema mišljenju vojnih analitičara, ključna bitka početne faze rata, bio je pokušaj zauzimanja zračne luke Hostomel, blizu Kijeva, kako bi preko nje Rusi zračnim mostom mogli masovno iskrcavati pojačanja u neposrednu blizinu ukrajinskog glavnog grada. Kako bi osigurali perimetar oko zračne luke, odmah prvog dana invazije, nekoliko ešalona transportnih helikoptera Mi-8, uz pratnju jurišnih helikoptera Kamov Ka-50 i Mi-24, iskrcali su rusko zračno-desantno pješaštvo na međunarodnu zračnu luku Antonov u Hostomelu, u predgrađu Kijeva. Za prvim valom padobranaca, na piste je navodno trebalo sletjeti 18 teških transportnih zrakoplova Iljušin Il-76 s pojačanjima. Idućeg dana pokrenuta je ukrajinska protuofenziva s ciljem protjerivanja padobranaca sa zračne luke. Jedna brigada Nacionalne garde Ukrajine izjavila je da je sudjelovala u borbi za zračnu luku te da je srušila 3 od 34 ruska helikoptera. Nakon što je odbijeno nekoliko opetovanih ruskih napada na zračnu luku, čini se da su Ukrajinci uništili piste za slijetanje kako bi onemogućili slijetanje strateške avijacije i tako riješili problem. Prema mišljenju Atlanskog vijeća i Andrewa McGregora, ukrajinska uspješna obrana zračne luke u Hostomelu, je vjerojatno spriječila Ruse da brzo zauzmu Kijev.

#### Bitka za Kijev
Dana 27. veljače 2022. opažena je vojna kolona duljine oko 5 km koja se od ukrajinsko-bjeloruske granice uputila u pravcu oko 100 km udaljenog Kijeva, preko područja grada Ivankiva; da bi se odmah sutradan moglo na satelitskim snimkama opaziti znatno veće kolone vojnih vozila na istom pravcu. Trećeg dana invazije, na ukrajinskom teritoriju našlo se oko 50 % od oko 150.000 vojnika kopnenih snaga koliko je, prema procjenama, Rusija pripremila za invaziju; te se snage međutim bile suočene sa snažnim ukrajinskim otporom na svim pravcima djelovanja. Do 3. ožujka 2022. opaženo je da se snažne ruske oklopne snage već nekoliko dana nalaze oko 30 km daleko od Kijeva – na položajima koje su ranije zauzele nešto manje ruske snage – ali da imaju očite problema s raspoređivanjem na borbene položaje te da je došlo do „zagušenja” te velike vojne kolone. Analitičari ukazuju da su s krajem zime, ukrajinska polja u velikoj mjeri pretvorena u blato koje znatno otežava kretanje oklopnih vozila izvan cesta. U iščekivanju napredovanja tih snaga sposobnih da okruže ili izravno napadnu glavni grad Ukrajine Kijev, zabilježeni su topnički udari na vojne i civilne ciljeve u tom gradu, te u također višemilijunskom Harkivu, koji se nalazi oko 30 km od granice s Ruskom Federacijom.Na sjeveru države, prvih tjedan dana ozbiljne su borbe vođene u predgrađima Černihiova (285 tisuća stanovnika),
Krajem ožujka 2022. god. ruske su snage postupno popuštale pritisak prema glavnom gradu Ukrajine Kijevu i počele prebacivati snage na bojišta na istoku Ukrajine, Dana 2. travnja 2022. god. ukrajinske vojne vlasti su objavile da je Kijevska oblast - područje oko glavnog grada Kijeva koje graniči s Bjelorusijom - pod potpunom kontrolom ukrajinskih vojnih snaga, nakon što su se ruske vojne postrojbe odande povukle. U gradu Buči u blizini samog Kijeva, gdje su se odvijale teške borbe između ukrajinskih i ruskih snaga, po ulicama i kućama ostalo je mnoštvo pobijenih civila. Lokalne vlasti izvješćuju o više stotina pobijenih sahranjenih u masovnu grobnicu. Iz ukrajinskog državnog vrha tada su ocijenili da će ruske snage vjerojatno napustiti sva područja Ukrajine izuzev onih na istoku i jugu zemlje, koja bi Rusija mogla pokušati staviti pod svoju trajnu okupaciju.Dana 4. travnja 2022. god. ukrajinske vlasti objavljuju da se može vidjeti kako su kako ruske vojne snage napustile također i Černihivsku oblast (područje s površine nešto više od 31.000 km2 i oko milijun stanovnika, istočno od Kijeva) u sjevernoj Ukrajini, koja je bila izložena ozbiljnim ratnim djelovanjima od samog početka invazije. Dana 5. travnja, ukrajinske vlasti izvijestile su da se ruske postrojbe izvučene sa sjevera Ukrajine u Bjelorusiju odande prevoze dalje vlakovima, te da je Bjelorusiju napustio i znatan dio ruskih zračnih postrojbi; ruske snage povučene odatle preusmjeravaju se prema istočnom dijelu Ukrajine, te se borbe vode na širokom području od Izjuma (45.000 stanovnika) u Harkivskoj oblasti do Mariupolja na obali Azovskog mora, povodom nastojanja Rusije da pod svoju kontrolu stavi cjelokupni Donbas i stanovita okolna područja.
Do 8. travnja 2022. god. ruske snage su se posve povukle sa sjevera Ukrajine. Dana 27. travnja 2022., objavljeno je da je zamjenik direktora ruske Gazprombanke (porijeklom Ukrajinac), prebjegao iz Rusije u Ukrajinu gdje se priključio obrani zemlje.

#### Bitka za Harkiv
Na samom počektu invazije, ruske snage su okupirale prostrano područje oko drugog najvećeg ukrajinskog grada Harkiva (1,4 milijuna stanovnika), koji se prostire svega oko 30 km od granice s Rusijom. S okupiranog prigradskog prostora, rusko topništvo je svakodnevno tuklo vojne i civilne ciljeve u gradu. Sredinom travnja 2021. god. ukrajinske snage su izvršile veće protunapada i oslobodile dio prigradskog područja.
Početkom svibnja su ukrajinske snage nastavile sa snažnijom protuofenzivom, te međunarodni mediji na temelju analize satelitskih snimki izvješćuju da su ruske snage srušile 3 mosta u području oko Harkiva, u očitom nastojanju da uspore ukrajinsko napredovanje. Dana 15. svibnja 2022. god. ukrajinske snage izvješćuju da su izbile na ukrajinsko-rusku granicu kod Harkiva. Svakodnevno granatiranje Harkiva je prekinuto.

### Prva faza - Istočno bojište
Dana 24. veljače 2022., ukrajinske granične snage izvijestile su o napadima na lokacije u Luhanskoj, Sumskoj, Harkivskoj, Černihivskoj i Žitomirskoj oblasti, dodavši i napade s Krima. Ukrajinsko ministarstvo unutrašnjih poslova izvijestilo je da su ruske snage zauzele sela Horodišče i Milove u Luganskoj oblasti. Ukrajinski Centar za stratešku komunikaciju izvijestio je da je ukrajinska vojska odbila napad u blizini mjesta Ščastja u okolici Luganska te da je povratila kontrolu nad tim mjestom. Također je izvijestio da je broj ruskih žrtava iznosio 50.Nakon što je bila sat vremena offline, web-stranica Ministarstva obrane Ukrajine vraćena je online. To ministarstvo objavilo je da je Ukrajina oborila pet zrakoplova i jedan helikopter u okolici Luganska. Rusko topništvo oštetilo je jednu kuću u Čuhujivu.  Bolnica u gradu Vuhledaru (Donjecka oblast) navodno je bombardirana; četiri civila su poginula, a desetero ljudi je ranjeno (uključujući i šest doktora).
Dana 25. veljače, najbolje obučene i opremljene ruske jedinice bile su pozicionirane izvan Donbasa na jugoistoku te se činilo da pokušajem obuhvata ukrajinskih pripremljenih obrambenih rovova pokušavaju napasti ukrajinske položaje s leđa. 

#### Opsada Mariupolja
Ukrajinski grad Mariupolj, nalazi se na Azovskom moru, na istoku Ukrajine. Do početkom ožujka 2022., paravojska DNR-a, uz pomoć savezničkih formacija, grad je gotovo potpuno opkolila. Okruženje je kompletirano do 2. ožujka, nakon čega je krenula opsada grada. Nositelji obrane grada bili su ukrajinsko Mornaričko pješaštvo, i kontroverzna Bojna Azov, koju Rusi tretiraju kao nacističku skupinu, Kako se opsada intenzivirala, grad je zbog borbenih djelovanja pretrpio teška razaranja i gotovo je u potpunosti sravnjen sa zemljom. Do sredine travnja, gradski su branitelji prvo stiješnjeni u nekoliko džepova, da bi se kasnije i branitelji i preostali civili povukli u veliku mariupoljsku čeličanu Azovstalj, odakle su nastavili pružati otpor. Čeličana je bila pogodna za obranu, jer je ispod tvorničkog kompleksa velika podzemna tvrđava, povezana mrežom tunela, dizajniranih da izdrže nuklearni napad, od kojih neki zadiru i četiri kata pod zemlju.
Nakon što se poslije mjesec i pol dana opsade 13. travnja 2022. god. predalo oko 1.000 pripadnika ukrajinske 36. brigade mornaričkog pješaštva koji su branili položaje u mariupoljskoj luci, dana 13. svibnja 2022. počeli su se predavati ukrajinski vojnici koji su držali zadnje položaje oko velike čeličane "Azovstal" u Mariupolju. Od 17. srpnja 2022. god. ukrajinske vojnike koji se predaju registriraju predstavnici Međunarodnog Crvenog križa. Većinom su posrijedi bili pripadnici ukrajinske Pukovnije "Azov", ali i drugih postrojbi poput lokalne ukrajinske policije. Neki od njih najavljuju još 18. svibnja 2022. godine da se neće predati, barem dok ne vide kako će Rusi tretirati njihove suborce koji su se predali prema uputi ukrajinskih viših zapovjedništava. Dana 21. svibnja 2022. izviješteno je o završetku predaje mariupoljskog ukrajinskog garnizona.
Iako su branitelji iz Azovstala završili kao ruski ratni zarobljenici, 29. srpnja 2022., u zrak je dignut zatvor Olenivka duboko unutar teritorija pod ruskom kontrolom, u kojem se nalazila većina branitelja. Rusija i Ukrajina jedna su drugu međusobno optužile za eksploziju u Olenivki. Rusi su tvrdili da je zatvor pogođen ukrajinskim HIMARS projektilom. SBU je pak u javnost pustila snimke razgovora ruskih vojnika, tvrdeći da su pripadnici Wagner grupe u zatvor postavili eksploziv. Glasnogovornica DNR-a, izjavila je ruskim medijima da nitko od osoblja koje je čuvalo zarobljenike nije stradao u eksploziji, dok je 45 zatvorenika poginulo, a 70 njih ranjeno. Istoga dana kad se dogodila eksplozija veleposlanstvo Ruske Federacije u Londonu sa svog službenog Twitter računa objavilo je da: "su pripadnici Azova zaslužili smrt vješanjem, a ne strijeljanjem jer nisu pravi vojnici", kao i da "zaslužuju ponižavajuću smrt".

### Prva faza - Južno bojište
Dana 24. veljače, 2022., velika amfibijska iskrcavanja prijavljena su u gradu Mariupolju.Jedan snimljeni videozapis prikazivao je ruske vojnike kako ulaze u Ukrajinu preko Krima kojeg je Rusija pripojila sebi 2014. Zbog ruskog napada na vojnu jedinicu u Podilsku umrlo je šest ljudi, a sedmero ih je ranjeno. Devetnaest drugih osoba navedene su kao nestale. Jedna osoba umrla je u Mariupolju. Osobe koje su tada bile u njoj ranjene su, a jedan je dječak preminuo. Osamnaest ljudi poginulo je u ruskom bombardiranju sela Lipecke u Odeskoj oblasti.Do 12:04 (UTC+2), ruski vojnici koji su napredovali iz Krima, približili su se gradu Nova Kahovka u Hersonskoj oblasti. Kasnije tijekom tog dana, ruski vojnici ušli su u grad Herson te su zauzeli Sjevernokrimski kanal. Zauzimanjem tog kanala omogućena je ponovna opskrba Krima vodom. U 22:00 (UTC+2) Državna granična služba Ukrajine izjavila je da su ruske snage zauzele Zmijski otok nakon što je otok bio bombardiran iz zraka i s mora. Svih trinaest graničara prvotno su smatrani poginulima zbog ruskog bombardiranja do kojeg je došlo nakon što su se oni odbili predati ruskom ratnom brodu. Snimka na kojoj se ti granični službenici odbijaju predati postala je viralna na društvenim mrežama. Zelenski je izjavio da će se graničarima koji su tada smatrani poginulima, postumno biti dodijeljena titula Heroj Ukrajine, najveće državno odlikovanje. Potvrđeno je da je poginulo sedamnaest civila: trinaestero u južnoj Ukrajini, od čega troje u Mariupolju. Dana 4. ožujka, ruske su snage koje napad izvršile s oko 100 km udaljenog Krima i uspjele ući u grad Herson (283 tisuće stanovnika) koji se nalazi na ušću najveće ukrajinske rijeke Dnjepar u more. Na sam Dnjepar su ruske snage izbile već 25. veljače, osvojivši hidroelektranu Hakovka (351 mWh). U Hersonu i oko njega značajne su borbe trajale od 26. veljače. Ruske i ukrajinske snage vodile su borbe izvan grada i u gradu, dok civili nisu bili izloženi najtežim borbenim djelovanjima. Nakon što je Ukrajinska vojska više dana pružala otpor ruskim snagama koje su pod potpunom kontrolom držale vode Azovskog mora, ukrajinske su se snage pod svojom kontrolom uspjele održati jedino lučki grad Mariupolj (431 tisuća stanovnika), koji se 3. ožujka 2022. našao u potpunom okruženju.Nakon što su poslije tjedan dana borbi ruske snage 2. ožujka 2022. godine objavile da su zauzele Herson, uslijedile su teško borbe kod Mikolajiva, grada od oko pola milijuna stanovnika na putu od Hersona prema najvećoj ukrajinskoj luci Odesi. Do 21. ožujka 2022., ruske snage nisu ovladale područjem Mikolajiva.Dana 19. ožujka 2022. god. ruske snage su u okruženom Mariupolju zauzele morsku obalu, čime su u cijelosti zaposjele ukrajinski izlaz na Azovsko more. Grad je izložen stalnim borbenim djelovanjima, a civili u njemu su u teškoj situaciji. Dana 4. ožujka 2022. ruske su snage osvojile Nuklearnu elektranu Zaporožje u Enerhodaru, na istočnoj obali Dnjepra. Radi se o najvećem nuklearnom postrojenju u Europi. Prije nego što su uspostavili kontrolu nad nuklearnom elektranom, Rusi su topništvom gađali poslovnu zgradu u neposrednoj blizini objekta s reaktorom.Nakon što su krajem ožujka ruske snage zračnim napadime započele sistematski uništavati ukrajinska skladišta nafte i naftnih derivata, početkom travnja 2022. god. su uništene ukrajinska rafinerija nafte u Odesi i najveća ukrajinska rafinerija u Kremenčuku. Dana 4 travnja borbe su se vodile i na prostranom području istočno od Mikolajiva, blizu Crnog Mora.

### Druga faza rata; ruska ofenziva na istok Ukrajine (7. travnja - 5. srpnja 2022.)
Nakon povlačenja Rusa sa sjevera Ukrajine, došlo je do strateškog pregrupiranja ruskih snaga i njihovog novog koncentriranja oko istoka Ukrajine. Prema procjenama vodećih svjetskih medija, Putinov cilj tada je postao ovladati Luhanskom i Donjeckom oblasti na istoku Ukrajine, gdje je ranije Ukrajinu neutemeljeno optuživao za genocid, kako bi cijelu invaziju mogao pred domaćom javnosti predstaviti kao kakav-takav uspjeh.
Civilno se stanovništvo do 10. travnja 2022. počelo evakuirati iz okolice Donjecka u očekivanju velike ofenzive protiv tamo dobro ukopanih ukrajinskih snaga. Iz Izjuma, kojega su ruske snage stavile pod svoju kontrolu na samom kraju ožujka, ruske snage nastoje izbiti na jug prema području Donbasa, u kojemu su također zauzele niz manjih mjesta koje su ukrajinske vlasti zadržale pod svojom vlašću nakon 2014. godine; ukrajinske snage organiziraju odlučnu obranu većih gradova Kramatorsk (oko 150.000 stanovnika) i Slovjansk (nešto više od 100.000 stanovnika).
Nakon što su početkom svibnja 2022. god. započele novu ofenzivu u Luhanskoj oblasti. Jedan od značajnijih ruskih neuspjeha bio je pokušaj forsiranja rijeke Siverski Donjec, gdje je u pokušaju forsiranja rijeke Rusima uništen pontonski most, te gomila vojne tehnike. Nakon više od mjesec dana mukotrpnog napredovanja praćenog ozbiljnim žrtvama među vojnicima ruske snage su liniju bojišnice uspjele dovesti do Severodonecka (oko 100.000 stanovnika, prije rata), u zapadnim dijelovima Luhanske oblasti, za kontrolu nad kojim se u prvim tjednima lipnja 2022. vodile žestoke ulične borbe.  S ukrajinske strane, predsjednik Zelinski potvrdio je također velike gubitke (do 100 mrtvih svakog dana). Ruske su snage iskoristile veliku prednost u topništvu (ispucavali su otprilike 20 000 topničkih granata dnevno, naspram ukrajinskih 6 000 dnevno), pa su žestokim granatiranjem "kojim je uništen gotovo svaki obrambeni položaj", i uz velike vlastite gubitke uspjeli natjerati Ukrajince na povlačenje iz Severodonjecka do kraja lipnja 2022. godine. Žarište borbi tada se pomaklo na susjedni Lisičansk, posljednji grad u Luhanskoj oblasti pod kontrolom ukrajinskih snaga, da bi se vrlo brzo Ukrajinci povukli i iz Lisičanska, kako bi skratili liniju bojišnice i smanjili rizik od okruženja. Osvajanjem Lisičanska, Rusi su pod kontrolu stavili kompletnu Luhansku oblast.
Do početka srpnja 2022. počeo se osjećati priljev zapadnog teškog naoružanja u Ukrajinu, pa su tako Ukrajinske snage američkim raketnim sustavima HIMARS počele djelovati po ruskim skladištima oružja duboko u neprijateljskoj pozadini, a karakter sukoba se počeo pretvarati u rat iscrpljivanjem. Nakon nekoliko tjedana preciznih udara HIMARS-ima po visokovrijednim ciljevima, učinci ruskih granatiranja višestruko su se smanjili. U jednoj izjavi Bohdan Dmitruk, zapovjednik ukrajinske 93. mehanizirane brigade, izjavio je: "Sada svaki tjedan imamo možda jednog vojnika koji doživi potres mozga. Prije nego što je HIMARS stigao, radilo se o dva do tri dnevno zbog silnog intenziteta granatiranja". Nakon što su prorijedili ruska skladišta oružja, Ukrajinci su ovim sustavima počeli djelovati i po zračnim lukama, prometnim čvorištima na teritoriju pod ruskom kontrolom. Nakon osvajanja Lisičanska, ruske vojne operacije na istoku Ukrajine ušle su u razdoblje operativne pauze.

#### Ukrajinska protuofenziva na jugu (29. kolovoza 2022. – 12. studenog 2022.)
Iako su ruske snage provodile napadna djelovanja na istoku Ukrajine, na ostatku 1500 kilometara dugog ratišta one su bile uglavnom pasivne. Primjerice, u okolici Hersona, Ukrajinci bili ti koji su ofenzivnim operacijama nastojali povratiti ranije izgubljene položaje na području Hersonske oblasti. Ovaj dio ratišta također je bio žarište aktivnosti ukrajinskih partizana, što je Rusima stvaralo stanovite probleme u obnašanju regionalnih vlasti. Područje je također od strateške važnosti za ukrajinsku stranu jer kontrolira ulaz na krimski poluotok omogućuje kontrolu crnomorske obale. S ruske pak strane, činovnici koji su za Ruse obnašali vlast u Hersonskoj oblasti, krenuli su s navodnim pripremama za referendum o pripajanju ove regije Ruskoj Federaciji. Ti isti činovnici povremeno bi bili mete ukrajinskih partizana, pa je primjerice 24. srpnja u eksploziji auto-bombe u ovom kraju ubijen Dmitro Salvučenko, jedan od činovnika koji je kolaborirao s Rusima. Sličnih slučajeva bilo je još.
Iako je ukrajinski predsjednik javno najavio pokretanje ofenzive u Hersonskoj oblasti još sredinom srpnja 2022. godine, ukrajinske snage krenule u napad tek 29. kolovoza 2022. godine. Iz zone odgovornosti ukrajinske Operativne grupe Kahovka, prvog dana napadnih djelovanja, stigli su izvještaji je o proboju prve crte neprijateljske obrane. Do 10. rujna, ofenzivne i defenzivne inicijative na ovom području svele su se na izgradnju i uništavanje pontonskih mostova preko rijeka brojnih rijeka. U ovom razdoblju, jedan od najvećih uspjeha Ukrajinaca na hersonskoj bojišnici bila je uspostava mostobrana preko rijeke Ingulec.
Dana 12. studenog 2022. godine ukrajinske vojne snage zauzele su Herson, jedini glavni grad oblasti kojega su od početka invazije bile zauzele ruske invazijske snage. Grad nije teško oštećen, ali su ruske snage u povlačenju onesposobile elektroenergetski, telekomunikacijski i vodoopskbni sustav, a po gradu ostavile mnogo mina. Rusi su se povukli na lijevu obalu Dnjepra.

### Ukrajinska protuofenziva u Harkivskoj oblasti
Nakon što su 29. travnja 2022. god. ukrajinske snage počele protuofenzivu istočno od urbanog područja Harkiva, te su u naredna 3 dana potisnule ruske snage oko 40 km dalje od grada. Prema analizi američkog Instututa za ratne studije, do 14. svibnja 2022., ukrajinske su snage protjerale Ruse iz šire okolice Harkiva nazad do državne granice, čime su, tvrde, vjerojatno dobili Bitku za Harkiv. U ranijoj fazi rata, grad Harkiv bio je na jednom od glavnih pravaca ruskih napadnih djelovanja. U Harkivskoj oblasti ruske snage su zadržale kontrolu nad širokim područjem oko grada Iziuma (45.000 stanovnika, oko 50 km na istok od Harkiva), kojega su nakon dugih borbi ruske snage zauzele krajem ožujka 2022., i koje odatle vrše pritisak u pravcu Donjecka. Nakon što su potisnule ruske snage iz područja oko grada Harkiva, ukrajinske snage su nastavile sa stanovitim ofenzivnim akcijama u pravcu Iziuma.
Između 6. i 8. rujna, Ukrajinci su obnovili napadna djelovanja u širem području Harkiva. Do 9. rujna, nakon raspada ruske obrane, Ukrajinska ofenziva dobila je na zamahu, zbog čega su do 10. rujna oslobodili 5000 kvadratnih kilometara teritorija i stavili pod pritisak područje Donbasa sa sjevera.

### Djelomična mobilizacija u Rusiji
Uplašeni zbog uspjeha ukrajinskih ofenziva u Harkivskoj oblasti, separatističke iz DNR-a i LNR-a, ali i okupirane hersonske i zaporoške oblasti, najavile su referendume o pripajanju Ruskoj Federaciji. Dana 21. rujna, 2022. godine Putin je u novom televizijskom obraćanju objavio djelomičnu mobilizaciju, kojom bi 300 000 Rusa trebalo biti mobilizirano za rat u Ukrajini. U istom obraćanju, Putin je iznio i teze: "da Zapad želi uništiti njegovu zemlju", "da se ovdje radi o obrani Rusije i teritorija Donbasa", "da će Moskva odgovoriti svom snagom svog arsenala ako Zapad nastavi s nuklearnim ucjenama", izdavši na taj način nuklearnu prijetnju zapadnim zemljama. Isti dan na Općoj skupštini UN-a u New Yorku, američki je predsjednik Joe Biden u svoj govoru odgovorio na Putinove prijetnje rekavši da se: "nuklearni rat ne može dobiti i nikada se ne smije voditi".

### Bitka za Bahmut
Nakon što su u srpnju 2022. osvojili Sjeverodonjeck, Rusi su svoju pažnju usmjerili prema gradu Bahmutu 65 kilometara južnije. U slučaju osvajanja Bahmuta, Rusi su vjerojatno htjeli stvoriti preduvjete za daljnji nastavak ofenzive na Slovjansk i Kramatorsk. Glavna udarna snaga ruskih vojski u ovoj bitci postali su plaćenici Privatne vojne kompanije Wagner, koje je vlasnik kompanije Jevgenij Prigožin novačio po ruskim zatvorima. Bitke koje su se razvile u okolici ovoga grada podsjećale su na velike rovovske bitke sa zapadnog bojišta iz Prvog svjetskog rata. Unovačeni Wagnerovci jurišali bi u "ljudskim valovima" na ukopane ukrajinske obrambene položaje, pri čemu bi svježe unovačeni zatvorenici jurišali prvi, služeći kao topovsko meso. Jedan ukrajinski vojnik ruske napade opisao je riječima: "Napreduju korak po korak, a u međuvremenu izgube puno ljudi. Tek kada je prvi val iscrpljen ili smanjen, [...] šalju iskusnije borce, često s boka, koji pokušavaju pregaziti [...] obranu". Iako su tijekom siječnja 2023. Rusi uspjeli osvojiti gradić Soledar blizu Bahmuta,  do početka ožujka 2023., prema ukrajinskim procjenama, Wagner je u bitkama za Bahmut izgubio nekih 30 000 boraca.

### Prelijevanje rata na teritorij Rusije
U svibnju 2023. godine, pripadnici Legije sloboda Rusiji - jedinice sastavljene od građana Ruske Federacije koji se protive Putinovu režimu i bore za Ukrajinu - provalili su na teritorij Belgodrodske oblasti unutar Ruske Federacije. Prema vlastitim izjavama na Telegram kanalu, namjera im je "osloboditi regiju". Njihov upad izazvao je kaos u Belgorodskom oblasti. Upad anti-Putinovskih partizana prisilio je ruske vlasti i na evakuaciju nuklearnog streljiva iz kompleksa Belgorod-22 u kojem se ono čuvalo, a koje se nalazi u neposrednoj blizini.

#### Oružana pobuna PVK Wagner
U mjesecima koji su prethodili lipnju 2023. godine, šef Privatne vojne kompanije Wagner Jevgenij Prigožin preko društvenih mreža žestoko se obrušavao na visokorangirane ruske generale Sergeja Šojgua i Valerija Gerasimova. Ovo je kulminiralo kada je u petak, 6. lipnja 2023. godine, Prigožin je optužio regularnu rusku vojsku (iako nije pružio dokaze za to) da je bombardirala Wagnerov kamp na okupiranim ukrajinskim teritorijima. Nakon toga je najavio da Wagnerova vojska kreće na "marš pravde" u Rusiju. Dio Wagnerovin trupa gotovo bez otpora ušao je u grad Rostov na Donu - jedno od središta iz kojih je vođen rat u Ukrajini, gdje su Wagnerovci preuzeli kontrolu nad važnim regionalnim vojnim objektima.
Drugi, pak, dio Wagnerove kolone krenuo je put Moskve, gdje su najavili obračun sa strukturama unutar ruskog Ministarstva obrane. Kako je Wagnerova kolona napredovala prema Moskvi, na internetu su se počele pojavljivati snimke borbi između Wagnerovaca i regularne Ruske Vojske u kojima su Wagnerovci oborili nekoliko ruskih jurišnih helikoptera i zrakoplova, što je rezultiralo pogibijom njihovih pilota. U međuvremenu se javio i Putin koji je Prigožinov potez nazvao izdajom, te najavio stroge kazne za one koji su odgovorni za pobunu.
U trenutku kada su Wagnerovi plaćenici stigli na nekoliko stotina kilometara od Moskve, pojavila se informacija da je posredstvom bjeloruskog predsjednika Aleksandra Lukašenka postignut dogovor kojim je Wagner pristao na povlačenje, njegov šef Prigožin na egzil u Bjelorusiju, dok je ruska država u zamjenu obećala amnestiju pobunjenicima.

### Ukrajinska ljetna ofenziva 2023.
Početkom lipnja 2023. godine, ukrajinske su oružane snage, ojačane pristiglim zapadnim naoružanjem pokrenule ofenzivna djelovanja prema u Zaporoškoj i Donjeckoj oblasti. Do prosinca 2023. godine, međutim, ukrajinske su snage napredovale vrlo sporo i osvojile vrlo malo teritorija, zbog čega je ofenziva u konačnici propala.

### Novo prelijevanje rata na teritorij Rusije 2024. godine
U kolovozu 2024. godine, oružane su snage Ukrajine prešle granicu između Sumske oblasti u Ukrajini i Kurske oblasti u Rusiji, iznenadivši tako nespremne Ruse. Prema pisanju Forbesa, ukrajinsku borbenu grupu sačinjavalo je 10 000 vojnika i šestotinjak komada raznih oklopljenih vozila. Nakon nekoliko dana borbi Ukrajinci su pod svoju kontrolu stavili grad Sudžu u Rusiji. Prema riječima ukrajinskih službenika, svrha upada bila je privući na sebe dio ruskih snaga koje je nalaze na drugim dijelovima ratišta.

### Rat na moru
S obzirom na to da je Ukrajina ostala lišena svoje skromne ratne mornarice prigodom ruske aneksije Krima 2014. godine, ruska flota nije imala poteškoće u ovladavanju morem ispred ukrajinskih obala. Ukrajinske raketne snage nisu prvih dana invazije djelovale protiv ruskog brodovlja.
Dana 1. travnja 2022. god., u luci Berdyansk u okupiranom dijelu Ukrajine je potopljen veliki ruski desantni brod "Saratov", a još dva broda su oštećena djelovanjem snaga koje pripadaju ukrajinskoj ratnoj mornarici. Dana 13. travnja 2022. godine, zbog eksplozija na zastavnom brodu ruske Crnomorske flote krstarici "Moskva", brod je potopljen. Ruske vlasti tvrdile su da je do eksplozija došlo zbog stanovitog nesretnog slučaja. Vojni analitičari u pravilu ocjenjuju da su krstaricu pogodile protubrodski projektili oružanih snaga Ukrajine - tipa Neptun, vrlo vjerojatno uz korištenje obavještajnih podataka koje redovito primaju od Sjedinjenih Američkih Država. Dana 2. svibnja 2022., pojavila se nova snimka ukrajinske bespilotne letjelice TB-2 Baryaktar u napadu na ruske ophodne brodove klase Raptor. Prema pisanju Novog lista, radi se o prvom uspješnom napadu bespilotne letjelice na brodovlje u povijesti. Dana 6. svibnja 2022. su ukrajinske snage pogodile i teško oštetile rusku fregatu "Admiral Makarov"; zapovjedništvo ukrajinske ratne mornarice tom prigodom iznosi da je posrijedi 12. izgubljena jedinica ruske flote od početka rata.
Ukrajina je izvršila opsežno miniranje obalnih voda i same obale, kako bi otežala moguće pomorske desante i drugo djelovanje ruske mornarice.
Tijekom 2023. god. su se zaredali napadi ukrajinskih pomorskih dronova - daljinski upravljanih brodova s eksplozivnim punjenjem - na ruske mornaričke ciljeve, nanoseći im ozbiljne štete. Zapadni saveznici su osigurali Ukrajini i tehnološki sofistificirane krstareće rakete dometa većeg od 250 km, ugrožavajući daljnje rusko korištenje važnih ratnih luka na poluotoku Krimu. U rujnu 2023. god. potvrđeno je uspješno korištenje zapadnih raketa protiv ruskih ratnih brodova u ratnoj luci Sevastopolju. U rujnu 2023. god. - nakon što su ukrajinske snage raketama na više mjeseci uglavnom bile onemogućile uredno kretanje ruskih ratnih brodova u dijelu Crnog mora između Krima i Odese - zauzele su naftne platforme, tzv. "Boyko Towers" na tom području, koje je Rusija držala pod kontrolom još od 2015. godine. Analize satelitskih snimaka početkom listopada 2023. god. pokazuju da je u lukama na Krimu ostao tek manji broj ruskih ratnih brodova, te je aktivnost ruske ratne mornarice na zapadnom dijelu Crnog mora vrlo umanjena.

### Rat u zraku
Vojni eksperti ukazuju da, unatoč očekivanjima, višestruko nadmoćne ruske zračne snage ni nakon tjedan dana ratovanja nisu posve uspostavile dominaciju nad zračnim prostorom Ukrajine, budući da je Ukrajinsko zrakoplovstvo još uvijek u stanju letjeti, a protuzračna obrana aktivna. Prema riječima Justina Bronka, s Royal United Services Instituta, iz Londona, do 8. ožujka: "rusko je zrakoplovstvo u Ukrajini djelovalo samo kroz ograničene nalete, koristeći jedan ili dva zrakoplova i to uglavnom noću".  Dana 1. travnja 2022., Rusija je optužila Ukrajinu da su dva ukrajinska jurišna helikoptera Mi-24 Hind, izvela zračni napad na naftna postrojenja u ruskom gradu Belgorodu. Prema izvješću britanskog Ministarstva obrane, do dana 27. travnja 2022. godine, Kijev je nadzirao većinu zračnog prostora Ukrajine.
Tijekom 2023. godine bilježe se vrlo brojni ruski napadi raketama na ciljeve u dubini Ukrajine, u prvom redu usmjereni na uštećivanje važnih dijelova sustava za opskrbu električnom energijom.
Na drugoj srani, ukrajinsko ratno zrakoplovstvo je u uporabu uvelo sofistificirane britansko-francuske krstareće rakete Storm Shadow/SCALP, koje koristi protiv važnih vojnih ciljeva, poput uzletišta za helikoptere.
Ubrzo nakon početka rata, zemlje NATO pakta su prepustile Ukrajini razne protuzračne sustave sovjetskog podrijetla, tako primjerice Slovačka cjelokupne svoje glavne sustave protuzračne obrane "S-300"; u Slovačku su potom poslani protuzračni sustavi savezničkih zemalja. Potom je nastavljena postupna opskrba Ukrajine starijim i posve novim sustavima protuzračne zaštite iz arsenala i vojnih tvornica zapadnih zemalja. Obzirom na veličinu ukrajinskog teritorija i okolnost da Rusija raspolaže značajnim arsenalom dugometnih raketa za gađanje ciljeva na Ukrajinskom teritoriju, još ni krajem 2023. god. je na taj način osigurana sigurnost tek jednog dijela teritorija Ukrajine, i to ne u slučajevima osobito masovnih ruskih napada raketama.

### Kibernetički prostor
Skupina ukrajinskih hakera naziva Cyber Resistance u suradnji sa stranicom Inform Napalm društvenim je inženjeringom navela supruge ruskih pilota na odavanje povjerljivih informacija o svojim muževima, pomoću čega su te informacije došle do ukrajinskih sigurnosnih službi. Pretvarajući se da su ruski pro-ratni aktivisti, hakeri su nagovorili supruge na snimanje lascivnih pin-up kalendara u uniformama njihovih supruga, tobože za podizanje morala, nakon čega su sve podatke javno objavili na internetu.

### Otpor ukrajinskog pučanstva
Na temelju obavještajnih podataka FSB-a koji su govorili o lošem mišljenju Ukrajinaca o vlasti u svojoj državi, Rusi su donijeli odluku o invaziji očekujući da će ih značajan dio ukrajinskog naroda dočekati kao osloboditelje. Jednom kad su ušli u Ukrajinu, međutim, pokazalo da je situacija na terenu drugačija. 
Ukrajinsko pučanstvo pružilo je otpor Rusima kroz dragovoljno pristupanje jedinicama Teritorijalne obrane, pravljenjem molotovljevih koktela, donacijama hrane, pravljenjem protutenkovskih ježeva i pružanjem prijevoza izbjeglicama. Odazvavši se na poziv ukrajinske Državne agencije za cestovne znakove, građani su počeli skidati ili mijenjati cestovne znakove, postavljati barikade i blokirati prometnice. Negdje tijekom ožujka, na internetu se pojavila snimka nekog starijeg građanina koji je Rusima ukrao kamion s ratnim materijalom, a zatim ga dovezao ukrajinskim snagama. Na području Harkiva, ljudi su ruskim vojnicima navodno dali otrovanu hranu i alkohol od čega su dva vojnika umrla, a veći broj njih završio u bolnici.
Na društvenim mrežama počele su se pojavljivati snimke spontanih demonstracija lokalnog stanovništva protiv okupatora, koje bi često kulminirale verbalnim prepucavanjima, ili čak fizičkim obračunima s ruskim vojnicima. Do početka travnja, građani Ukrajine na okupiranim teritorijima, na šumovitom sjeveru i istoku zemlje počeli su se organizirati u gerilske jedinice. Ukrajinske oružane snage najavile su pokretanje široke gerilske kampanje koja bi pratila obranu zemlje konvencionalnim sredstvima. Ruski vojnici različito su reagirali na demonstracije pučanstva; u nekim slučajevima su se suzdržavali, a u drugim slučajevima bi pucali u zrak ili direktno u ljude.

#### Aktivnosti ukrajinskih partizana na okupiranim teritorijima
Ivan Fedorov, izabrani gradonačelnik grada Melitopolja kojeg su Rusi nakon okupacije oteli, a potom kasnije pustili, izjavio je u televizijskom intervjuu 21 travnja, da su prema podacima ukrajinske obavještajne službe, partizani u gradu ubili stotinjak ruskih vojnika i policijskih ophodnja, uglavnom po noći. Također je rekao da partizani stvaraju velike probleme Rusima, jer se radi o krajevima u kojima im većina stanovništva nije sklona. Tijekom travnja, u gradu Kahovki na jugu Ukrajine, osvanuli su letci s porukama: "Ruski okupatori! Znajte! Kahovka je Ukrajina! Mi smo blizu! Naši ljudi već rade ovdje! Smrt vas čeka! Kahovka je Ukrajina!". Dana 22 svibnja, partizani su postavili eksplozivnu napravu ispred zgrade Andreja Ševčika, gradonačelnika kojeg su postavili Rusi. Ševčik je od posljedica eksplozije završio na intenzivnoj njezi u lokalnoj bolnici. Ozlijede raznih intenziteta pretrpjeli su i njegovi tjelohranitelji. U travnju 2022. godine, bomba je eksplodirala i pokraj ureda Jevhena Balickog, gradonačelnika koji je za Ruse obnašao vlast u Melitopolju. Dana 24 lipnja 2022, hersonski činovnik Dimitri Salučenko, kojeg su postavili Rusi, poginuo je u eksploziji auto-bombe.

## Međunarodni odgovor na invaziju
Ukrajina se zbog invazije našla u teškoj poziciji. Svjetska je banka u lipnju 2022. godine objavila prognozu da će u 2022. god. nacionalni proizvod Ukrajine pasti za 45,1 posto. U suradnji s Ukrajini prijateljskim zemljama, ukrajinske vlasti su odmah od početka rata poduzele aktivnosti da osiguraju opskrbu stanovništva, te očuvaju u što većoj mjeri djelatnost gospodarstva i javnih ustanova - te osigurali potporu ratnom naporu ukrajinskih vojnih snaga.Ti ciljevi se u velikoj mjeri ostvarujući osloncem na vrlo značajnu međunarodnu pomoć Ukrajini.
Sjedinjene Američke Države su u siječnju i veljači 2022. godine donijele dva zakona pod imenima Never Yielding Europe’s Territory (NYET) Act ) i Guaranteeing Ukrainian Autonomy by Reinforcing its Defense (GUARD) Act, kojima su prije početka Ruske invazije na Ukrajinu bile izrijekom adresirale mogućnost rata, te najavile raznoliku pomoć Ukrajini - uključivo onu obavještajnu. Pred samu invaziju, ocjenjivale su američke državne službe da će se na temelju tih američkih propisa pružati američka sigurnosna potpora i pružanje obavještajnih podataka proturuskoj gerili u Ukrajini ("U.S. security assistance and intelligence sharing to a Ukrainian insurgency"), međutim je Ukrajina uspjela pružiti daleko značajniji otpor, te SAD pružaju obavještajnu podršku potrebnu za neposredno provođenje konvencionalnih vojnih operacija ukrajinskih snaga.

### Osiguravanje obavještajnih podataka
Obavještajna zajednica Sjedinjenih Američkih Država najkasnije od početka rata dijeli s Ukrajinom posve ažurne obavještajne podatke koje pomoću SAD-u dostupnih tehnologija i analitičkih resursa prikuplja u svezi rata u Ukrajini. Podatci jedino ne uključuju mogućnosti za točno ciljanje, koje SAD i inače saveznicima ne omogućuju; jer njihovo korištenje uvijek uključuje mogućnost pogrešaka i potencijalno civilnih žrtava. Glavni stožer Oružanih snaga Ukrajine čak i u objavama za javnost iznosi relativno precizne procjene o rasporedu, pokretima i snazi invazijskih snaga.
Prema izvještavanju zapadnih medija, obavještajne informacije, koje su SAD su od samog početka ruske invazije pružale Ukrajini u realnom vremenu, osigurale su u brojnim slučajevima donošenje odluka koje su mijenjale situaciju na bojištu i utjecale na važne vojne operacije. Prema informacijama koje su dobivene bez službene potvrde, takvi su obavještajni podatci primjerice pomogli ukrajinskim snagama u rušenju transportnih zrakoplova koji su prevozili ruske padobrance koji su trebali osigurati zauzimanje aerodroma Hostomel u Kijevu na samom početku invazije, u ciljanju ruskih generala i pukovnika koji su na početku invazije ginuli u neobično visokom broju, te u potapanju ruske krstarice "Moskva". Već u ožujku 2022. god. je general Scott Berrier, ravnatelj američke vojne obavještajne službe DIA, ocijenio američko-ukrajinsku suradnju "revolucionarnom" u pogledu ostvarenih mogućnosti za obavještajnu suradnju, dodajući da u svojoj dugogodišnjoj karijeri "još nikada nije svjedočio boljem dijeljenju točnih, pravodobnih i za djelovanje pogodnih informacija".
Za razliku od Rusije koja prema zapadnim procjenama ima ozbiljni nedostatak kapaciteta za satelitsko izviđanje stanja na bojištu, američka National Geospatial-Intelligence Agency je Ukrajini (i američkim službama) stavila na raspolaganje superiorne američke kapacitete koji se prikupljaju korištenjem vojnih i civilnih satelita.

### Diplomatske aktivnosti
Dana 28. veljače 2022. godine ukrajinski predsjednik Volodimir Zelenskij uputio je zahtjev za žurni prijam Ukrajine u Europsku uniju; zahtjev su istog dana podržale članice Europske unije Poljska, Litva, Latvija, Estonija, Češka, Slovačka, Slovenija i Bugarska. Među članicama Europske unije o zahtjevu Ukrajine treba se raspraviti, ali je Charles Michel, predsjednik Europskog vijeća, tijela koje okuplja predsjednike država i vlada članica Europske unije, obećao ubuduće na sastanke tog tijela pozivati i predsjednika Ukrajine.
Niz država koje su prijateljski raspoložene prema Ukrajini, među kojima sve članice Europske unije i NATO saveza, uvele su u danima nakon početka rata snažne ekonomske sankcije protiv Rusije. Veliki broj važnih dobavljača, kupaca i investitora obustavio je poslovanje s Rusijom.
Nakon što su zbog ratnih aktivnosti ruske ratne mornarice prekinuti trgovački putovi preko ukrajinskih luka, nastali su osim značajnih gospodarskih šteta za Ukrajinu također i poremećaji na svjetskim tržištima žitom, koji su zaprijetili izbijanju oskudice pa i gladi u brojnim zemljama u razvoju. Omogućavanje ponovnog izvoza ukrajinskog žita putem neokupiranih ukrajinskih luka na Crnog moru uvjetovala je Rusija stanovitim popuštanjem njoj nametnutih međunarodnih sankcija. Naposljetku je krajem 22. srpnja 2022. god. u Istanbulu potpisan sporazum kojim je predviđena deblokada ukrajinskog izvoza žita pomorskim putem iz luka Odesa, te obližnjih luka Čornomorsk i Južne (tj., ne i brodova koji bi prevozili druge terete).
Ruski su mediji izvijestili da su zauzvrat za uspostavu ukrajinskog izvoza žita, odlukom Europske unije znatno ublažene sankcije ruskom civilnom zrakoplovstvu, te je omogućena isporuka mlaznih motora i drugih nužnih dijelova za avione - rusko civilno zrakoplovstvo, presudno važno s održavanje prometa unutar te prostrane zemlje i sa svijetom,  s preko 3/4 opremljeno je letjelicama proizvedenim u Europskoj uniji i SAD, koje sudjeluju u gospodarskim sankcijama protiv Rusije. Izvori iz Bruxellesa izvješćuju pak da je Europska unija omogućila samo dobavu informacija o sigurnosti letenja za Rusiju, ali da nije olakšala druge sankcije u svezi civilne avijacije. Početkom kolovoza 2022. mediji izvješćuju da su ruske kompanije morale prizemljiti dio aviona kako bi s njih skidali dijelove za nužno održavanje drugih letjelica.

### Međunarodne sankcije protiv Ruske Federacije
Makar su Ujedinjeni narodi deklarativno osudili rusku invaziju na susjednu Ukrajinu donijevši već 2. ožujka 2022. god. Rezoluciju Opće skupštine UN ES‑11/1, Vijeće sigurnosti Ujedinjenih naroda - koje je nadležno za donošenje međunarodnih sankcija - nije poduzelo nikakvu akciju: Rusija je koristeći svoje pravo veta koje joj pripada kao stalnoj članici Vijeća sigurnosti spriječila donošenje ikakvih mjera protiv sebe same.
Međutim su Europska unija, Sjedinjene Američke Države i druge Ukrajini prijateljske zemlje uvele značajne i međusobno koordinirane akcije s ciljem da se oslabi ekonomija Ruske Federacije i umanji njena sposobnost za vođenje napadačkog rata. Između ostaloga, blokirane je u bankama u zapadnim zemljama 350 milijardi od ukupnih 604 milijarde ruskih državnih deviznih rezervi, a ruskim bankama i poduzećima su izrazito otežana međunarodna plaćanja, uključivo sa zemljama koje ne sudjeluju u sankcijama.
Zemlje koje su uvodile sankcije nastojale su da uvođenjem sankcija Rusiji - koja je svjetski relevantni dobavljač raznih sirovina - ne nanesu preveliku štetu vlastitim gospodarstvima. Tako uopće nije ograničen izvoz zemnog plina, koji je glavni ruski izvozni proizvod i glavni izvor proračunskih prihoda Ruske Federacije - ali koji je izrazito značajan za značajan dio gospodarstva Europske unije. Izvoz nafte iz Ruske Federacije je samo donekle otežan, pri čemu su zarade ruskih kompanija i prihodi ruskog državnog proračuna umanjeni samo u manjoj mjeri: umjesto zapadnih zemalja, naftu od Rusije naveliko kupuje Indija. Korištenje tankera za prijevoz nafte iz zapadnih zemalja je ograničeno, ali Rusija je prije rata otkupila dovoljni broj brodova kojima može izvoziti svoju naftu. Makar su osiguratelji koji osiguravaju pomorska osiguranja - koji su svi iz zapadnih zemalja - prekinuli osiguravati ruske brodove, Rusija je pronašla nove osiguratelja iz zemalja koje ne sudjeluju u sankcijama. Izvoz komponenti koje se mogu koristiti u ratnoj proizvodni u Rusiju su zapadne zemlje značajno ograničile, ali NR Kina sa svojim značajnim tehnološkim kapacitetima ne sudjeluje u sankcijama; a Rusija je poduzela i značajne tajne akcije putem kojih se krijumčare visokotehnološke komponente kupljene u zemljama - prijateljima Ukrajine.
Prema službenim procjenama Europske unije, u 2022. god. je ruska gospodarska aktivnost, uglavnom zahvaljujući međunarodnim ekonomskim sankcijama, opala za skromnih 2,1 posto, a za 2023. se prognozira pad od daljnjih 2,5 posto. Među analitičarima postoje podijeljena mišljenja o učinku sankcija; tek neki smatraju učinak sankcija izrazito snažnim.
S druge strane, Ukrajina koja je izvrgnuta okupaciji dijela teritorija, raketnim napadima na energetsku i prometnu infrastrukturu i vrlo otežanim pristupom pomorskom prijevozu putem svojih luka na Crnom moru, suočena je naposljetku sa znatno većim ekonomskim poteškoćama. Te se teškoće uspijeva donekle razriješiti tek izrazito značajnom pomoći prijateljskih zemalja: početkom 2023. god. su predviđeni za tu proračunsku godinu rashodi državnog proračuna na razini od 59,3 milijardi dolara, pri čemu se čak 50 milijardi dolara planira osigurati stranom financijskom pomoći i međunarodnim kreditiranjem. U listopadu 2023. god. iznosi Međunarodni monetarni fond službenu procjenu da je Ukrajinsko gospodarstvo u stanju omogućiti opstanak zemlje, ali uz potrebu vanjskog financiranja (putem ekonomske pomoći ili zaduživanja) od oko 34 milijarde dolara samo u 2024. godini.

### Strana gospodarska pomoć
U ožujku 2022. god., Sjedinjene Američke Države su odobrile daljnju pomoć Ukrajini u visini od 13,6 milijardi američkih dolara, od čega 6,5 milijardi otpada na vojnu pomoć, a ostalo na humanitarnu i gospodarsku pomoć; dio će biti utrošen u zemljama u kojima se smještaju ukrajinske izbjeglice ili koje osiguravaju drugu pomoć Ukrajini. 1,12 milijardi dolara namijenjeno je za makroekonomske potrebe Ukrajine i razne potrebe koje se podmiruju iz ukrajinskog državnog proračuna.
Pored razne vojne i humanitarne pomoći, Europska unija je osigurala 1,2 milijardi pomoći za održavanje financijske stabilnosti u Ukrajini.
Na donatorskoj konferenciji održanoj u organizaciji Poljske i Švedske u Varšavi 5. svibnja 2022. godine obvezali su se donatori pružiti Ukrajini 6,5 milijardi humanitarne pomoći. Prema izjavi poljskog premijera Mateusza Morawieckog, u vrijeme konferencije je Ukrajina primala dnevno 3.000 tona pomoći, koju bi količinu prema njemu trebalo učetverostručiti.
Nakon što su zemlje Grupe G7 i Europska unija osigurale tijekom 2022. godine 32,7 milijardi dolara gospodarske pomoći Ukrajini, za 2023. godinu je predviđen iznos od 32 milijarde: Sjedinjene Američke Države daju bespovratne potpore (engl. "grants") od 12,5 milijardi dolara, a Europska unija će pomoć od 18 milijardi dolara za sada knjižiti kao zajmove.

## Energetika
Ukrajinski mediji su 1. ožujka 2022. objavili da je Ukrajina 24. veljače 2022. godine odspojila svoj elektroenergetski sustav od onoga u Rusiji i Bjelorusiji, s kojim je do tada bio spojen. Ta je akcija poduzeta s ukrajinske strane, premda je uključivala rizik od ozbiljnih šteta na infrastrukturi, a kako bi se omogućilo da elektroenergetski sustav Ukrajine što skorije bude spojen na europski ENTSO-E sustav: prije spajanja na europski sustav nužno je bilo odspojiti Ukrajinu s ruskog sustava, i testirati njegovu stabilnost i djelovanje na frekvencijama na kojima djeluje ENTSO-E elektroenergetski sustav, koji obuhvaća članice Europske unije. Akcija je prema ukrajinskim izvještajima protekla uspješno, premda je bila izvedena u vrijeme kada je hidroelektrana Kahkovka (367 mW) u Hersonskoj oblasti na jugu Ukrajine bila izvan pogona zbog djelovanja ruskih vojnih snaga. Na stranicama ENTSO-E sustava je tijekom testiranja odspojenog sustava objavljena 28. veljače 2022. godine obavijest o hitnom zahtjevu Ukrajine za spajanje na taj sustav.
Rusku invaziju Ukrajina je 24. veljače 2022. dočekala spojena na elektroenergetski sustav Rusije, s kojima je bila povezana od vremena SSSR-a te je stoga bila izložena mogućnosti da Rusija u bilo kojem trenutku prekine opskrbu električnom energijom u Ukrajini. Spajanje na elektroenergetski sustav ENTSO-E koji obuhvaća države Europske unije bilo je predviđeno za 2023. godinu, nakon što budu izvedene potrebne pripreme. Prema američkim izvorima, Rusija se pokazala sposobnom narušiti napajanje električnom energijom čak i na području samih Sjedinjenih Američkih Država (ondje, korištenjem kibernetičkih napada), što je prijetnja nacionalnoj sigurnosti svake države ugrožene opasnošću od prestanka opskrbe električnom energijom. Činjenica da je Ukrajina spojena na elektroenergetski sustav Rusije na kojem su barem djelomično ostale spojene članice Europske unije i NATO-a Estonija, Litva i Latvija, koje su planirale potpuno spajanje na europski sustav 2025. godine – sagledavana je kao sigurnosna prijetnja za Ukrajinu, koja je postala bitna kada su u listopadu 2021. godine ruske tvrtke ozbiljno ograničile isporuke plina i obustavile isporuke ugljena Ukrajini.
Dana 1. ožujka 2022. godine na službenim stranicama ENTSO-E sustava objavljeno je da su u tijeku aktivnosti radi spajanja Ukrajine na taj sustav, ali bez naznake točnog dana kada će to biti učinjeno. Ukazano je da se moraju uzeti u obzir i učinci na ukrajinskog zapadnog susjeda Moldaviju, koja je također 28. veljače 2022. godine podnijela zahtjev za hitno spajanje na ENTSO-E sustav te se planira te dvije zemlje spojiti na europski sustav koordinirano. Zbog ratnih djelovanja, krajem veljače 2022. godine, svakodnevno mnoga naseljena mjesta ostaju bez opskrbe električne energije – ukupno do kraja veljače 2022. približno njih 150; ukrajinski sustav je uspio do 1. ožujka 2023. godine ponovo uspostaviti napajanje u 34 takva naseljena mjesta.
16. ožujka 2022. god. su Ukrajina i Moldavija uspješno spojene na europski ENTSO-E sustav; obavijest o tome je objavljena uz opasku da je posrijedi "pokusna sinkronizacija".
7. lipnja 2022. god. ukrajinski predsjednik Vladimir Zelinski je najavio da će Ukrajina zabraniti izvoz plina i ugljena iz zemlje, jer će ti energenti nedostajati, te Ukrajinu čeka "vrlo teška zima". Inače Ukrajina zadovoljava znatan dio svojih potreba za plinom iz vlastitih izvora, ali se oni velikim dijelom nalaze baš u istočnom dijelu zemlje, koji je najviše zahvaćen ratnim događanjima.
Nakon što je najveća nuklearna elektrana u Ukrajini i Europi "Zaporožje" smještena uz grad Enerhodar na južnoj obali Dnjepra okupirana na samom početku ruske invazije, ostala je ona ukopčana u ukrajinski elektroenergetski sustav i njome se nastavili upravljati ukrajinski stručnjaci. Ruske snage su uz samo elektranu i u nekim njenim pomoćnim objektima razmjestili svoje vojnike i raznu borbenu opremu, a područje elektrane je sve češće bivalo izloženo sporadičnom granatiranju: nije utvrđeno čije topništvo je izvršilo granatiranje. Ukrajinsko osoblje je nakon prekida veze dalekovodima započelo s isključivanjem reaktora, a Međunarodna agencija za atomsku energiju - nakon što je tek uz velike poteškoće uspjela poslati svoje stručnjake u elektranu - početkom rujna 2022. god. sa zabrinutošću izvješćuje da se potrebe za električnom energijom u 4 ugašena reaktora (kojima je nužna doprema električne energije za održavanje sustava hlađenja i drugih sustava neophodnih za održavanje sigurnosti) uspijeva još jedino osiguravati radom preostalog 5. reaktora.

## Strana vojna pomoć Ukrajini
Europska komisija objavila je 26. veljače 2022. da će izaći ususret ukrajinskim potrebama za ratnim materijalom te da će se dio tih potreba financirati iz proračunskih sredstava same Europske unije. Žurnu vojnu pomoć u oružju i drugom ratnom materijalu u Ukrajinu šalju i sljedeće države: Sjedinjene Američke Države, Kanada, Ujedinjeno Kraljevstvo, Njemačka, Belgija, Francuska, Švedska, Nizozemska, Češka, Italija, Portugal, Grčka, Rumunjska, Španjolska, Hrvatska, Poljska i Slovačka. Oružje je do Ukrajine u pravilu dolazilo preko teritorija Poljske, budući da je Orbanova Mađarska zabranila tranzit vojnog materijala za Ukrajinu preko svog teritorija.
Do lipnja 2024. god. je vojna pomoć zapadnih država Ukrajini sadržavala više od 820 tenkova, preko 1.180 borbenih vozila pješaštva, preko 630 haubica i više od 80 višecjevnih bacača raketa. Sjedinjene Američke Države su Ukrajini donirale 75,1 milijardi eura pomoći, od čega 51,6 milijardi eura vojne pomoći; zemlje Europske unije i preostale članice Europskog gospodarskog prostora potpomogle su obranu Ukrajine donirajući 110.2 milijardi eura, od čega 51.5 milijardi eura otpada na vojnu pomoć. Neke od manjih članica NATO-saveza su odlučile Ukrajini pomoći izdvajajući značajne postotke svojeg nacionalnog proizvoda: Litva za tu svrhu izdvaja, 1,4 posto, Estonija 1,7 posto, a Danska 1,8 posto svog bruto nacionalnog proizvoda. Imajući u vidu da Rusija ima višestruko veće gospodarstvo koje uključuje znatnu vojnu industriju; kao i višestruko veće stanovništvo od Ukrajine, te konstatirajući da se vojni sukob pretvorio u rat iscrpljivanja s visokim gubitcima tehničkih sredstava i ljudstva na obje strane, zapadni analitičari opažaju da dosadašnja razina zapadne vojne pomoći omogućuje Ukrajini da se brani, ali za sada još ne i da pobijedi u ratu. Tu se osobito ukazuje na okolnost da zapadni donatori u značajnom dijelu zabranjuju korištenje doniranog oružja protiv ciljeva na teritoriju same Rusije; čak i protiv vojnih instalacija i postrojbi koje izravno napadaju Ukrajinu.

### Lako pješačko naoružanje
U ranim fazama rata značajno mjesto zauzeli su prijenosni sustavi za protuoklopnu i protuzračnu borbu (MANPADS). Obje kategorije lakih raketnih sustava isporučene su u tisućama primjeraka.

### Teško naoružanje

#### Oklopništvo
Poljska je poslala Ukrajini dvjestotinjak tenkova T-72 (varijante A, M1, M1R), da bi u srpnju 2022. godine, najavila i isporuku tenkova PT-91 Twardy. Desetak vlastitih tenkova T-72 isporučila je i Češka Republika. Španjolska je Ukrajini bila spremna isporučiti i moderne tenkove Leopard 2, međutim, njihovu isporuku prvobitno je blokirala Njemačka. Slovenija je pridonijela isporukama teškog naoružanja donacijom osamdesetak borbenih vozila pješaštva M-80, da bi kasnije donirala i svoje tenkove M-55S. Njemačka je najavila isporuku desetak samovoznih protuzrakoplovnih topova Flakpanzer Gepard. Zapadne zemlje su u konačnici pristale i na isporuku tenkova, pa je tako Velika Britanija isporučila svoje tenkove Challenger 2. Njemačka, Kanada i Norveška isporučile su tenkove Leopard 2, a isporuku istih tenkova obećale su i Poljska, Španjolska, Finska i Nizozemska. Također, Sjedinjene Američke Države obećale su isporučiti Ukrajini tridesetak tenkova M1 Abrams.

#### Topništvo
Ukrajina i njeni saveznici nakon mjesec dana trajanja invazije, procijenili su da će za narednu fazu rata važna biti pomoć u topničkom naoružanju, napose onog velikog dometa i razorne snage. Pri tomu je deklarirana potreba za modernijim haubicama NATO kalibara, popraćenih dovoljnim količinama streljiva, kako bi se kontriralo ruskoj prednosti u teškom topništvu. U skladu s deklariranim, u travnju 2022., Sjedinjene Američke Države otpočele su s isporukama teških Haubica M777 u NATO kalibru 155 m, korištenih u američkim postrojbama. Spomenute haubice imaju sposobnosti nadmoćne sustavima koje koriste ruske snage. Australija se krajem travnja 2022. obvezala isporučiti još 6 haubica tog tipa, a Kanada još 4. Kako je riječ o oružju koje je u uporabi i u oružanim snagama drugih zemalja, isporuku u samu Ukrajinu bilo je moguće izvršiti brzo. Tako je do početka svibnja veći dio tog teškog oružja već bio isporučen. Krajem travnja 2022. god. Nizozemska je najavila da će isporuku "određenog broja" samohodnih haubica Panzerhaubitze 2000. U pripremi za isporuku sudjelovale su i njemačke tvrtke koje su taj sustav proizvele Isporuku 7 nedavno remontiranih haubica PZH 2000 najavila je i Njemačka. Iste haubice, Ukrajini je isporučila i Italija. Krajem travnja 2020. godine ministar obrane Velike Britanije, Ben Wallace, najavio je isporuku britanskih haubica kalibra 105 milimetara. Slovačka je Ukrajini isporučila 16 rabljenih samohodnih haubica ZUZANA, kao i razno drugo topničko naoružanje iz arsenala vojski NATO saveza. Radilo se o samohodnim i vučnim topničkim sustavima sovjetske proizvodnje kakvi su već bili u uporabi među Ukrajincima. Velika Britanija obvezala se isporučiti ukrajinskim snagama još 20 samohodnih haubica AS90 Braveheart kalibra 155 mm s velikim količinama streljiva. Početkom lipnja najavljeno je da će Poljska nadopuniti ranije isporuke haubica AHS Krab s dodatnih 50 novoproizvedenih haubica istog tipa. Tijekom lipnja 2022. na bojištima u Ukrajini pojavile su se i francuske samohodne haubice CAESAR. Krajem svibnja 2022. god. ukrajinske vlasti javljaju da su u tijeku isporuke samohodnih haubica M109, kalibra 155 mm, iz Sjedinjenih Američkih Država. Početkom lipnja 2022. god. Norveška je izvijestila o isporuci 22 samohodne haubica M109, u paketu s rezervnim dijelovima i streljivom.

#### Raketni sustavi zemlja-zemlja
Krajem svibnja 2022., Sjedinjene Američke Države su također potvrdile isporuku i samovoznih višecjevnih raketne sustava M142 HIMARS i M270 MLRS, koji zahvaljujući velikom dometu i bojevim glavama velike razorne moći značajno pojačavaju sposobnosti djelovanja ukrajinskih raketaša. Ujedinjena Kraljevina i Norveška, su također pristale na isporuku sustava M270 Ukrajini iz svojih zaliha.

#### Protubrodski raketni sustavi
Objavljena je i isporuka protubrodskih projektila "Harpoon" iz Danske. Obuku 20 pripadnika ukrajinskih oružanih snaga za korištenje sustava "Harpoon" osigurale su Sjedinjene Američke Države. Velika Britanija najavila je da će isporučiti Ukrajini rakete "Harpoon" još početkom travnja 2022. god. Uz razno drugo topničko streljivo za topnička sredstva u NATO kalibrima, Kanada je isporučila Ukrajini 155 milimetarske projektile "Excalibur".

### Zrakoplovi
Ukrajini, koja inače ima daleko slabiju mogućnost djelovanja zrakoplovima od Rusije - su nakon početka ratnih djelovanja isporučeni dodatni primjerci bespilotnih letjelica "Bayraktar TB2" proizvedenih u Turskoj. Prema dostupnim informacijama, ukrajinske snage te bespilotne letjelice koriste u prvom redu protiv vozila koje prevoze gorivo i drugu opskrbu borbenim postrojbama - kojima ruske snage često nisu u stanju pružiti djelotvornu protuzračnu obranu - nastojeći otežati djelovanje i napredovanje ruskih oklopnih postrojbi. Riječ je o bespilotnim letjelicama sposobnima dostići ciljeve na čitavom ukrajinskom bojištu, ostajući u zraku 24 sata i duže, gađajući ciljeva na zemlji navođenim raketama. Ukrajinske snage već su ranije stekle prva borbena iskustva s bespilotnim letjelicama "Bayraktar", koristeći ih u Donbasu. Tijekom travnja 2022. god. ukrajinski su saveznici osigurali rezervne dijelove za oštećene ukrajinske ratne zrakoplove, omogućivši da se dvadesetak vrati u borbenu uporabu. Sjedinjene Američke Države Ukrajni su uputile i 11 novih helikoptera Mil Mi-17 ruske proizvodnje, koje su SAD prvobitno kupile za savezniče snage u Afganistanu. Hrvatska je također donirala 14 helikoptera Mil Mi-8. Slovačka i Poljska donirale su Ukrajini svoje zrakoplove MiG 29. Sredinom 2023. god., najavljuju zapadni saveznici Ukrajine da će do kraja godine toj zemlji poslati određeni broj borbenih zrakoplova F-16, pogodnih za korištenje širokog spektra zrakoplovnog naoružanja zapadnog porijekla.

### Sudjelovanje Republike Hrvatske u isporuci vojne opreme Ukrajini
Republika Hrvatska je poslala prvu pomoć Ukrajini već prvog dana ruske invazije 22. veljače 2022., odgovarajući na zahtjev ukrajinskih vlasti za žurnomom pomoći. Isti tjedan, Vlada RH je odlučila poslati znatnu količinu pješačkog naoružanka i zaštitne opreme. Do veljače 2023. god. je Hrvatska pomoć Ukrajini - mimo pomoći koja se dostavlja putem institucija Europske unije - dosegla vrijednost od 160 milijuna eura, od toga 76,78 posto u oružju i vojnoj opremi. U pomoć je uključeno 40-ak topova i haubica, oko 30 tisuća jurišnih pušaka, 14 helikoptera Mil Mi-8, protuzračne i protuoklopne rakete, razno streljivo, uniforme, zaštitnu opremu za vojnike. Do kolovoza 2023. god. pomoć R Hrvatske Ukrajini vrijedila je 256 milijuna eura.

## Ratni napor Ukrajine

### Politika Nacionalne banke Ukrajine
Nacionalna banka Ukrajine odmah je po početku invazije 24. veljače 2022. obustavila uobičajeni sustav elektroničkog plaćanja u državi, ograničila podizanje gotovine, obustavila trgovanje stranom valutom i zabranila podizanje strane valute s bankovnih računa građana. Dana 25. veljače 2022. najavljeno je popuštanje regulatornih ograničenja prema ukrajinskim bankama. Navečer istoga dana Nacionalna banka Ukrajine donijela je odluku o neograničenom refinanciranju zajmova danih poslovnim bankama, u svrhu održavanja likvidnosti u ukrajinskom novčanom sustavu. Dana 25. veljače 2022. oduzete su licence za obavljanje bankarskih poslova „International Reserve Bank JSC”, koja je bila u vlasništvu ruske državne Sberbanke. Započeli su odmah pregovori s Međunarodnim monetarnim fondom i Svjetskom bankom radi prilagođavanja međusobne suradnje novoj situaciji. Te dvije globalne institucije najavile su u zajedničkom priopćenju od 1. veljače 2022.  interventne zajmove Ukrajini od 5,2 milijarde dolara i tehničku pomoć te žurno uspostavljanje programa „Rapid Financing Instrument” programa za podršku Ukrajini.
U kontaktima s čelništvima središnjih banaka drugih država i međunarodnih financijskih institucija, Nacionalna banka Ukrajine zauzima se za uvođenje raznih mjera protiv Rusije u međunarodnim financijama; ubrzo međunarodni mediji izvještavaju o potpori Italije, Grčke, Francuske i drugih država prijedlogu Nacionalne banke Ukrajine da se Rusiju isključi iz međunarodnog sustava plaćanja SWIFT. Već 26. veljače 2022. dijelu jd ruskih banaka onemogućen pristup sustavu SWIFT, a među sankcijama dogovorenima između Europske unije, Sjedinjenih Američkih Država i drugih Ukrajini prijateljskih država predviđeno je i onemogućavanje Središnjoj banci Ruske Federacije da pristupi ruskim deviznim rezervama deponiranima u tim državama.
Dana 2. ožujka 2022. Nacionalna banka Ukrajine popustila je ograničenja na podizanje strane valute s bankovnih računa te je dopušteno da se dnevno podiže protuvrijednost 30.000 ukrajinskih grivnji (oko 900 eura), kao i korištenje kreditnih kartica koje su izdale ukrajinske banke u inozemstvu; trgovačka društva mogu raspolagati deviznim sredstvima bez ograničenja. Dana 3. ožujka 2022. Nacionalna banka Ukrajine iznosi da je likvidnost financijskog sustava u državi održana te da platni sustav funkcionira. Procjenjuje se humanitarna i druga pomoć koju su obećale međunarodne organizacije i države partneri na oko 15 milijardi američkih dolara, od čega 5 milijarde američkih dolara treba biti uplaćeno u novcu u ukrajinski državni proračun; što će pomoći likvidnosti plaćanja u Ukrajini. Napominje se da je Europska unija obećala 1,2 milijarde američkih dolara pomoći radi održavanja makroekonomskog sustava u državi te da brojna ukrajinska poduzeća uspijevaju nastaviti svoje poslovanje i plaćati poreze. U prvim danima nakon ruske invazije na Ukrajinu, tečaj ukrajinske grivnje prema euru (i drugim konvertibilnim valutama) bio je dosta stabilan, za razliku od ruskog rublja, čiji je tečaj u istom razdoblju zabilježio pad od približno 30 %.
Nakon što je u 2022. god. u okolnostima započete invazije i značajnog potresa za gospodarstvo - s padom gospodarske aktivnosti od 29,1 posto - dostigla u Ukrajini inflacija 26,6 posto, u 2023. godini se ona smanjila na oko 10 posto. Gospodarstvo je potvrdilo sposobnost da posluje u teškim okolnostima, te se očekuje u 2023. godini skroman rast ukrajinske ekonomije.

### Održavanje telekomunikacijskih i informatičkih sposobnosti
Ukrajina je uz potporu prijateljskih snaga - već prije samog početka neprijateljstva angažirani su kapaciteti organizirane za "cyber ratovanje" sudjelovanjem članica EU Litve, Estonije, Hrvatske, Nizozemske, Poljske i Rumunjske - uložila znatne napore da održi dostup telekomunikacijskim uslugama i internetu. Uz suradnju tehnološkog magnata Elona Muska, osiguran je upravo na početku rata pristup sustavu mobilnih komunikacija "Starlink", koji omogućava mobilnu telefoniju i povezivanje na internet čak i na područjima gdje nije dostupna mreža zemaljskih prijenosnih stanica, ili je uništena. 9. ožujka 2022. je objavljeno da će pored već dostupnih servisa za videosnimanje terena u Ukrajini, biti putem kanadske tvrtke MDA Ltd osigurane Ukrajini također i radarske snimke učinjene iz svemira, kojima se teren može pratiti i noću, te pod naoblakom; radarsko snimanje će biti integrirano s drugim dostupnim snimkama i podatcima. Nakon dva tjedna rata, glavni prekidi interneta i telekomunikacijskih usluga bilježe se ondje gdje su okupacijske snage fizički onesposobile ukrajinske veze.

### Informacijske aktivnosti
Od samog početka rata, Ukrajina je ostvarila protok informacija sa svoje strane ratišta koji je brz i dinamičan, te je uspio zadobiti dovoljno povjerenje javnosti, osobito u savezničkim zemljama. Analitičari ocjenjuju da je učinak u prvim mjesecima rata iznad očekivanja i pogodan predmet za izučavanje komunikacijskih stručnjaka. Objavljuju se u ožujku ocjene da "Ukrajinci pobjeđuju u informacijskom ratu".
Zahvaljujući dijelom i prikladnom pristupu informiranju vlastitog stanovništva, održana je u prvim mjesecima potrebna sloga i ratni moral ukrajinskog stanovništva. Pomogli su i izrazi podrške mnogih ne-Ukrajinaca; tako su npr. članovi slave grupe "Pink Floyd" početkom travnja 2022. god. u suradnji s ukrajinskim pop-pjevačem Andriyem Khlyvnyukom snimili pjesmu “Hey Hey Rise Up”, koja je obrada domoljubne borbene pjesme "Oj, u luzi červona kalina" (ukrajinski: Ой, у лузі червона калина) koju je kompozitor Stepan Čarnetski bio napisao 1914. kao koračnicu dobrovoljačke postrojbe koja se na Austro-Ugarskoj strani borila protiv Ruskog Carstva i potom postala postrojbom Ukrajinske Narodne Republike koja se borila protiv Crvene armije. U Ukrajini se, jasno, zna da je pjesma tijekom postojanja Sovjetskog Saveza bila zabranjena i da se zbog njenog pjevanja dobivalo zatvorske kazne, izgnanstvo ili u najboljem slučaju premlaćivanje - te se očito i danas pjeva s proturuskim prkosom: u cjelovitom tekstu pjesme se, naposljetku, doslovno pjeva o dragovoljcima koji kreću "... u krvavi boj, da oslobodimo braću Ukrajince od moskovskih okova".

## Držanje ukrajinskih vlasti na okupiranom području
U nekim dijelovima Ukrajine lokalne ukrajinske vlasti dogovorile su se da će nastaviti upravljati lokalnim poslovima, ako okupacijske snage ostave u gradovima ukrajinske zastave i klone se miješanja u civilne poslove i sigurnost građana. Bilježi se da su pregovori lokalnih vlasti i predstavnika okupacijskih snaga praćeni demonstracijama stanovništva protiv okupatora.
15 dana nakon okupacije Melitopolja, grada od oko 150 tisuća stanovnika, kao nova gradonačelnica se sredinom ožujka 2022. god. javila Galina Danilčenko, koju su tu dužnost izgleda postavile ruske okupacijske vlasti. 4 dana kasnije, Ured Predsjednika Ukrajine je objavio da je pravi gradonačelnik Ivan Fedorov otpušten iz ruskog zarobljeništva u razmjeni za nekoliko ruskih vojnika koje su bile zarobile ukrajinske snage; Fedorovu je dodijeljeno odlikovanje zbog prikladnog držanja pred okupatorom. Ukrajinski izvori narednih dana izvješćuju o sličnim postupanjima ruskih okupacijskih vlasti prema drugim gradonačelnicima i lokalnim dužnosnicima.
Početkom travnja 2022. god. ukrajinski su mediji optužili nekolicinu gradonačelnika iz Luhanske oblasti za kolaboracionizam. Barem jedan od njih - gradonačelnik Kremine Vlodymyr Struk je ubijen, od uniformiranih osoba koje su po svemu sudeći došle s ukrajinske strane.
Krajem ožujka 2022. godine, ukrajinski mediji izvješćuju o posrednim saznanjima, da se ruske okupacijske vlasti pripremaju na okupiranom području kao sredstvo plaćanja uvesti ruski rubalj, te u toj valuti isplaćivati plaće ukrajinskim javnim službenicima i namještenicima. Na području Hersonske oblasti na jugu Ukrajine (oko milijun stanovnika), koja je najvećim dijelom pod okupacijom Rusije makar nije u sklopu Donbasa, okupatori su s krajem travnja 2022. god. na sve strane istaknuli ruske državne zastave, te dovršavaju pripreme za uvođenje plaćanja u ruskom rublju umjesto ukrajinske hrivne. Postavljaju okupacijske vlasti gradonačelnike iz redova svojih koloboracionista, te se najavljuje osnivanje proruske "Hersonske Narodne Republike", po uzoru na takve tvorevine u Donbasu.

## Ratni zločini

### Zločini nad Ukrajincima
Dana 28. veljače, nadzorne kamere u blizini Kijeva, snimile su rusko oklopno vozilo BMP-2, kako bez upozorenja puca po ukrajinskom civilnom automobilu prilikom čega je, čini se, ubijen stariji bračni par koji se nalazio u automobilu. Negdje tijekom ožujka, nadzorne kamere su snimile ruske vojnike kako pucaju u leđa zaštitaru i vlasniku prodavaonice rabljenih automobila blizu Kijeva, nakon čega su u istu radnju provalili i opljačkali ju. U nastavku snimke se vidi te vojnike kako piju alkohol unutar radnje, prije nego što je ranjeni zaštitar pozvao postrojbe lokalne teritorijalne obrane, koje su ušle u obračun s ruskim pljačkašima. Ranjeni zaštitar je kasnije iskrvario od prostrijelnih rana.  Dana 9. ožujka, gradsko vijeće grada Mariupolja, objavilo je da je ruska avijacija bombardirala rodilište i dječju bolnicu u dotičnom gradu. Dana 10. ožujka 2022. godine, u medijima su objavljeni presretnuti telefonski razgovori ruskih vojnika koji zovu doma, hvale se pljačkanjem kuća i pucanjem po civilima. Dana 16. ožujka 2022. godine, ruske snage uništile su kazalište u Mariupolju, koje je služilo kao sklonište stotinama ukrajinskih civila.  Jedan trideset 33-godišnji Ukrajinac iz Černjihiva posvjedočio je kako su njega i njegovu obitelj ruski vojnici prvo mučili, a zatim odveli na strijeljanje. On je, međutim, preživio egzekuciju jer mu je metak promašio vitalne organe, nakon čega se pravio mrtav i čekao da Rusi otiđu. Kasnije je izašao iz jame, te se uspio spasiti. Krajem ožujka 2022. godine, ruske su snage otvarale vatru po civilnim vozilima u okolici Kijeva, prilikom čega su ubili jednog civila, koji je izašao van iz auta i digao ruke u znak predaje. Dana 24. ožujka, Ukrajina je optužila Ruse, da prisilno odvode ukrajinske civile iz okolice Mariupolja u Rusiju. Tjedan dana ranije, zabilježen je i slučaj kada su Rusi raketama gađali ljude koji su stajali u redu za humanitarnu pomoć. Još vijesti o ruskim pljačkama ukrajinskih domova objavljene su 30. ožujka. Početkom travnja, pojavile su se snimke ruskih vojnika povučenih nazad iz Ukrajine u Bjelorusiju, gdje su preko lokalnih kurirskih službi slali popljačkanu robu diljem Rusije. Prema pisanju medija, pokradenu ukrajinski imovinu paketima slali su prema: Moskvi, Omsku, Uljanovsku, Novosibirsku, Ussurijsku itd.  Zabilježeni su slučajevi mučenja ukrajinskih ratnih zarobljenika, u kojima su zarobljenicima rezani prsti na rukama. U ožujku 2023. godine, Međunarodni kazneni sud u Haagu podigao je optužnicu protiv Vladimira Putina. U travnju 2023. na društvenim mrežama počeli su kružiti video zapisi na kojima Rusi ukrajinskom zarobljeniku režu glavu nožem. U nastavku snimke, može se čuti snimatelj koji govori da glavu treba poslati zapovjedniku ubijenog vojnika.

#### Pokolj u Buči
Nakon što su početkom ožujka 2022., ukrajinske snage oslobodile Kijevsko predgrađe Buču, na ulicama su pronađeni deseci masakriranih civila, od kojih je nekima pucano u glavu nakon što su im ruke bile svezane iza leđa. Prema riječima gradonačelnika Buče, u gradu je otkrivena i masovna grobnica u kojoj je pronađeno još 280 tijela ubijenih. Budući da su Rusi prakticirali miniranje tijela ubijenih ljudi, ukrajinske službe koje su radile na asanaciji, tijela su prvo vezati žicom za neki udova, a potom ih pomicati ih iz daljine, kako bi se uvjerili da ispod njih nema eksplozivne naprave.
Dana 7. travnja, pojavila se snimka na kojoj se čuje navodni ruski zapovjednik blizu Mariupolja kako daje naredbu svojim podređenima da pucaju u civile. Dana 8. travnja 2022. godine na željeznički kolodvor u Kramatorsku, prepun ukrajinskih civila, pao je balistički projektil Točka-U počinivši masakr.

#### Seksualno nasilje
Dana 28. ožujka, ukrajinska je zastupnica Marija Mezencova optužila ruske vojnike da su u blizini Kijeva ubili neimenovanog civila, a zatim mu pred djecom silovali ženu. Posebna predstavnica UN-a za seksualno nasilje u ratu, Pramilla Patten, 4. svibnja 2022. ukazala je na izvješća prema kojima ruski vojnici siluju ukrajinske muškarce i dječake. Slične optužbe iznijela je nekoliko dana kasnije i zamjenica ukrajinskog ministra vanjskih poslova Emina Džaparova, govoreći o dječaku kojeg su navodno ruski vojnici silovali. Ukrajinska povjerenica za ljudska prava Ljudmila Denisova spominjala je i slučaj bebe stare devet mjeseci koji je ruski vojnik silovao stalkom za svijeću pred njegovom majkom. U drugom slučaju, dječak star godinu dana umro je od posljedica silovanja ruskih vojnika. Krajem srpnja 2022. u ruskim Telegram grupama pojavio se video ruskog vojnika koji zarobljenom ukrajinskom vojniku skalpelom reže spolne organe. Počinitelj tog zločina je dan kasnije identificiran pod vjerojatnim imenom Vitalij Arošanov.

### Zločini nad Rusima
Dana 28. ožujka 2022. godine, pojavila se snimka vojnika u uniformama ukrajinske vojske - koji govore ruskim jezikom kakav se govori u istočnim dijelovima Ukrajine, uključivo u okupiranim područjima Donbasa - koji pucaju u nogu zarobljenim vojnicima u ruskim odorama. Dana 6. travnja 2022., na internetu se pojavila snimka (čiju je autentičnost potvrdio New York Times), a koja prikazuje grupu vojnika obučenih u ukrajinske uniforme kako odstreljuju teške ranjenike u ruskim odorama.

### Šteta na kulturnoj baštini
Prema priopćenju ukrajinske vlade, Rusija je do 5. svibnja 2022. godine tijekom svoje ratne kampanje uništila više od 200 lokacija kulturne baštine, među kojima i muzej ukrajinskog filozofa i pjesnika Grigorija Skovorode. Prema tvrdnjama Ukrajinaca, Rusi su iz postava muzeja u Melitopolju opljačkali vrijedne primjerke skitskog zlata, stare preko 2000 godina. Iz muzeja u Mariupolju u nepoznato su odnesene vrijedne skulpture, slike, te visokovrijedne crkvene ikone. Prema izjavama očevidaca, "ruski vojnici u muzej su upali u pratnji osobe bijeloj kuti", koja im je pomogla izabrati predmete koje treba opljačkati.

## Ratna šteta i planovi za obnovu Ukrajine
Ukrajina zbog ruske invazije trpi izrazito visoke ratne štete. Svjetska Banka, Europska unija i Ujedinjeni narodi zajedno s vlastima same Ukrajine procjenjuju u ožujku 2023. god. da će obnova do tada pretrpljene štete stajati 411 milijardi američkih dolara.

## Pregovori o sklapanju primirja, 2025.
Tijekom 2025. god. su otpočeli pregovori o sklapanju primirja uz posredovanje američkog predsjednika Donalda Trumpa: on je tijekom predizborne kampanje 2024. god. nakon koje je bio osvojio predsjedničku dužnost opetovano obećavao da će on postići da se rat u Ukrajini okonča vrlo brzo.
Nakon vijesti da je Donald Trump otpočeo pregovore s predsjednikom Rusije Vladimirom Putinom bez uključivanja Ukrajine, ukrajinski predsjednik Vladimir Zelinski je 11. veljače 2025. god. poručio da Ukrajina neće prihvatiti nikakav dogovor koji bi se postigao bez njenog sudjelovanja. Razmimoilaženje između američke predsjedničke administracije i predsjednika Zelinskog je eskaliralo 28. veljače 2025. god., kada je na prijamu u Bijeloj kući došlo do svađe pred okupljenim novinarima i uključenim TV kamerama: Zelinski je pred predsjednikom Donaldom Trumpom i potpredsjednikom SAD-a J. D. Vanceom iznio kako je Ukrajina već više puta potpisivala primirja s Vladimirom Putinom, ali da Putinu ne vrijedi vjerovati i da je prekršio sva primirja; također da Ukrajini mir nije prihvatljiv bez međunarodnih sigurnosnih garancija za Ukrajinu. Na to je Zelinski primio javno grđenje od predsjednika SAD-a, jer da se ponaša drsko i ne poštuje SAD. Incident u Bijeloj kući je izazvao potres u javnostima Ukrajine, SAD-a i Europe, a lideri Europski zemalja su u roku od nekoliko sati dali izjave potpore Zelinskom. Sjedinjene Američke Države su potom prestale isporučivati vojnu pomoć, te dostavljati satelitske snimke, obavještenja o lansiranju ruskih raketa na ukrajinske gradove i druge obavještajne podatke Ukrajini - i to usred intenzivnih ruskih vojnih napada; pomoć je potom nastavljena 11. ožujka 2025. god. nakon što je Ukrajina pristala na 30-dnevni prekid vatre. Međutim je potom Rusija tjednima stavljala komplicirane uvjete za pristanak na prekid vatre,  da bi naposljetku Donald Trump poručio da je sada vrlo ljut na Vladimira Putina - nakon što je predsjednik Rusije kao uvjet primirja postavio zahtjev da se smijeni predsjednika Ukrajine Zelinskog i u Ukrajini postavi nekakva privremena vlada pod nadzorom Ujedinjenih naroda.
U Ukrajini ukazuju kako je Zelinski tražio sigurnosne garancije nalik onima kakve je 1953. godine dobila Južna Koreja na kraju Korejskog rata, a da se iz Amerike nudi primirje kakvo su Sjedinjene Američke Države umorne od Vijetnamskog rata bile 1973. godine nametnule Južnom Vijetnamu i nakon kojega su Sjedinjene Američke Države čak značajno smanjile vojnu i gospodarsku pomoć Južnom Vijetnamu - državi koja je potom potrajala 2 godine, koliko je Sjevernom Vijetnamu trebalo da se pripremi za još jednu invaziju, koja je protekla bez američke reakcije. Na drugoj strani oceana, američki politički znanstvenik Graham Allison (Harvard) 18. ožujka 2025. god. iznosi ocjenu da je "došlo vrijeme da Ukrajina prihvati jedan ružni mir".
Povodom nove politike SAD-a prema Ukrajini, europske zemlje razmatraju kako bi mogle potpomoći nastavak obrane Ukrajine bez potpore SAD-a.

## Covid-19
Izbijanje rata u Ukrajini je potpuno bacilo pandemiju covida u drugi plan. Tijekom nekoliko mjeseci koji su uslijedili nakon invazije, vlade država po svijetu su labavile ograničenja vezana za covid-19. Ukidane su postupno covid-potvrde, ograničenja okupljanja, obveze korištenja maski.